# Bahnstromleitung

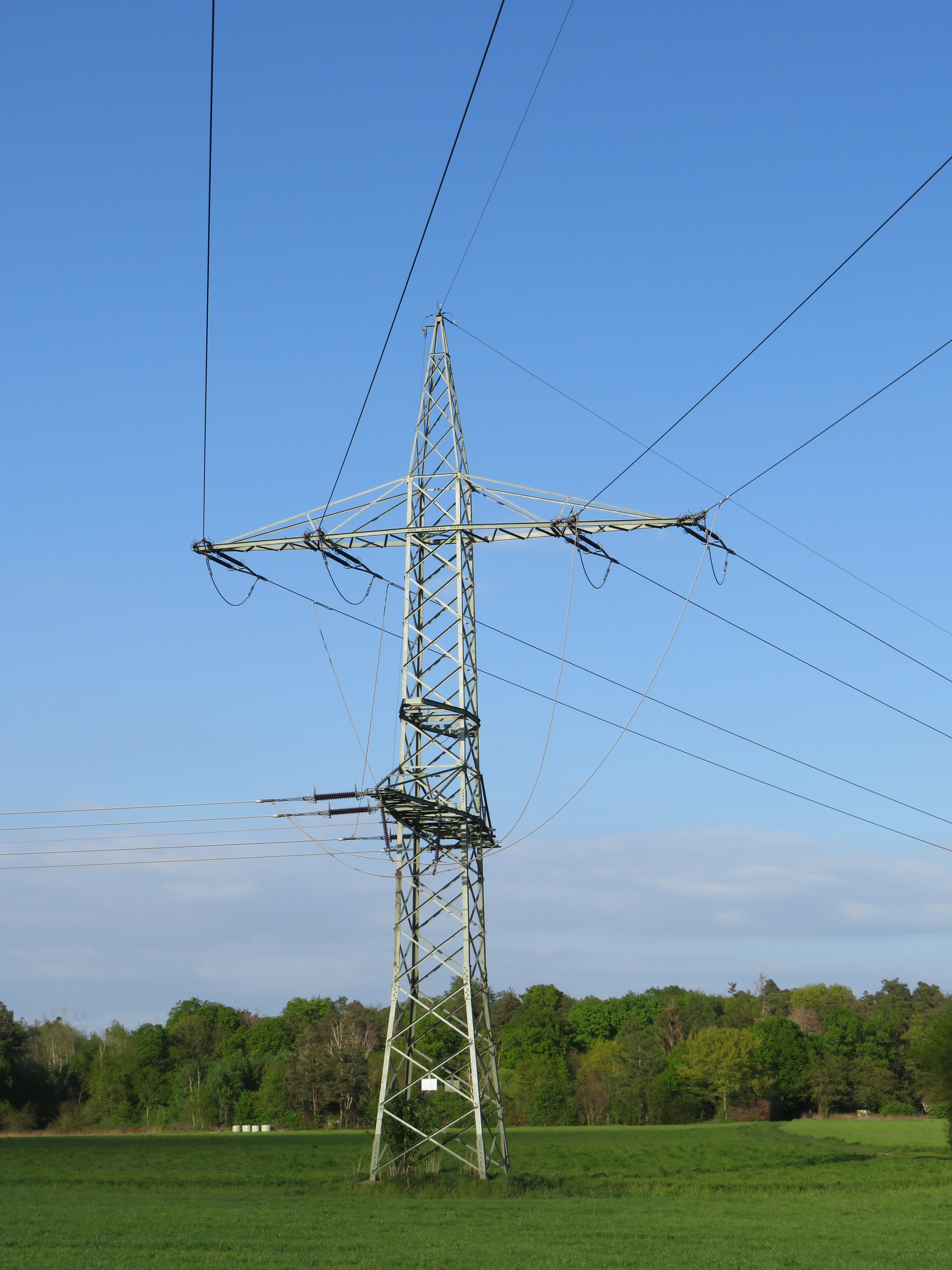
110-kV-Bahnstromleitung, zwei Stromkreise, mit Abzweig

Eine Bahnstromleitung ist eine Hochspannungsleitung zur Stromversorgung elektrifizierter Eisenbahnen. Bahnstromleitungen versorgen über Unterwerke die Speiseleitungen einer Bahnstrecke, die wiederum über die Einspeisung des Stroms in die Fahrleitung den elektrischen Antrieb der Triebfahrzeuge ermöglichen. Dieses System wird auch als zentrale Bahnstromversorgung bezeichnet – im Unterschied zur dezentralen Bahnstromversorgung, bei der die Unterwerke aus dem öffentlichen Stromnetz versorgt werden.
Ein separates Netz ausschließlich zur Versorgung von Bahnstrecken existiert in dieser Form nur im größten Teil Deutschlands, in Österreich und der Schweiz. Dieses Netz besteht aus Leitungen, die – im Unterschied zu den Drehstromleitungen des öffentlichen Netzes – mit Einphasenwechselstrom und einer Frequenz von 16,7 Hz betrieben werden. Betreiber der Leitungen sind Tochterunternehmen der jeweiligen nationalen Bahngesellschaften. Zwischen den Bahnstromnetzen der drei Länder existieren mehrere grenzüberschreitende Verbindungen.
Die gegenüber dem öffentlichen Netz geringere Frequenz und der Betrieb mit Einphasenwechselstrom in einigen Ländern hat historische Gründe. In der Anfangszeit des elektrischen Bahnbetriebs war es nicht möglich, Einphasen-Reihenschlussmotoren mit der Frequenz des öffentlichen Netzes zu betreiben, da sich die proportional zur Netzfrequenz steigende transformatorische Spannung negativ auf die Kommutierung auswirkt. Seit den 1950er Jahren gibt es technische Lösungen für den elektrischen Eisenbahnbetrieb unter der Frequenz des Landesnetzes, sodass die Notwendigkeit zum Aufbau eines autarken Leitungsnetzes mit Niederfrequenz entfallen ist.

## Technischer Aufbau

### Betriebsweise
Bahnstromleitungen werden, anders als Leitungen des öffentlichen Stromnetzes, nicht mit Dreiphasenwechselstrom (Drehstrom), sondern mit Einphasenwechselstrom betrieben. Anders als beim Drehstrom umfasst ein Stromkreis somit nicht mehrere Phasen. In der Praxis werden diese Leitungen allerdings in einem Zweiphasensystem symmetrisch gegen Erde betrieben, sodass auf jeder Phase die halbe Nennspannung anliegt. Bei einer mit der in Deutschland und Österreich üblichen Spannung von 110 kV weist eine Leitung somit auf jeder der beiden Phasen eines Stromkreises eine Spannung von 55 kV auf. Die Phasenlagen beider Spannungen sind hierbei um 180° gegeneinander versetzt, im Unterschied zu Drehstrom, wo die Phasenverschiebung 120° beträgt. Wie bei allen symmetrischen Stromleitungen gibt es auch bei Bahnstromleitungen Verdrillungen, also ein Tausch der Phasenanordnung innerhalb einer Leitungsstrecke.
Um einerseits eine niedrigere Frequenz zu erhalten und gleichzeitig eine Speisung aus dem Landesnetz zu ermöglichen, wurde
die Frequenz des Bahnstroms 1912 auf 50⁄3 Hz=16 2⁄3 Hz festgelegt. Da dies bei Maschinensätzen mit Asynchronmaschinen in relevanten Betriebszuständen zu technischen Problemen führte, wurde die Bahnstromfrequenz 1995 teilweise formal, in Deutschland, Österreich, Schweiz real auf 16,7 Hz mit einer Toleranz von {\displaystyle \pm 1\%} angehoben. Der Wert 16 2⁄3 Hz liegt in diesem Toleranzbereich. Das Thema führt immer wieder zu Diskussionen, da die Norm EN50163:2004 die Änderung von 16 2⁄3 Hz zu 16,7 Hz als Vereinfachung darstellt.
Die Erdung des Bahnstromnetzes wird in größeren Unterwerken und in Bahnkraftwerken über Petersenspulen zur Löschung des Erdschlussstroms vorgenommen. Diese Vorgehensweise entspricht der im öffentlichen Netz, im Unterschied zur Bahnerdung entlang der Strecke. Es handelt sich um das größte zusammenhängende gelöschte Hochspannungsnetz weltweit.

### Masten und Leiterseile
Folgende Spannungen werden bei Bahnstromleitungen angewendet:
- 132 kV: Schweiz (SBB)
- 110 kV: Deutschland (DB Energie AG), Österreich (ÖBB Infrastruktur AG)
- 66 kV: Schweiz: SBB (einzelne Gebiete im Jura), RhB
- 55 kV: Österreich (S-Bahn Wien)[4]

In den 1980er Jahren wurden in Deutschland zur Versorgung von Schnellfahrstrecken auch Leitungen gebaut, die für einen späteren 220-kV-Betrieb dimensioniert wurden. Bis vor einigen Jahren gab es in der Westschweiz auch 33-kV-Bahnstromleitungen.
Um die Leitungsführung kurz zu halten und um unnötige Beeinflussungen elektrischer Anlagen im Streckenbereich zu vermeiden, werden Bahnstromleitungen üblicherweise nicht parallel zur Bahnlinie verlegt. Eine Ausnahme bilden Leitungen in dicht besiedeltem Gebiet, etwa entlang von S-Bahn-Strecken. Erdkabelstrecken gibt es im Bahnstromnetz nur vereinzelt im Umfeld von Bahnkraftwerken, einigen Unterwerken und dicht besiedeltem Gebiet.
Der Aufbau von Bahnstrommasten ähnelt dem der Masten des öffentlichen Stromnetzes und ist im Regelfall an die Ausführung und Dimensionierung der Leitungen des Verteilnetzes angelehnt. In Deutschland und Österreich sind daher Stahlfachwerkmasten am weitesten verbreitet, in der Schweiz Betonmasten. Während die meisten deutschen Bahnstromleitungen für zwei Stromkreise über eine Traverse verfügen, sind es in Österreich und der Schweiz meistens zwei. Bei Leitungen mit vier Systemen, wie sie bei der Zuführung zu Unterwerken häufig vorkommen, werden in Deutschland meistens zwei Traversen verwendet – je eine für zwei Systeme – während in Österreich meistens Masten mit drei Traversen anzutreffen sind. Hierbei sind zwei Stromkreise auf den oberen beiden und zwei weitere auf der untersten Traverse montiert. In Deutschland existiert zwischen Flörsheim und Stuttgart eine Leitung mit derartigen Masten, da diese Verbindung für einen späteren 220-kV-Betrieb dimensioniert wurde.

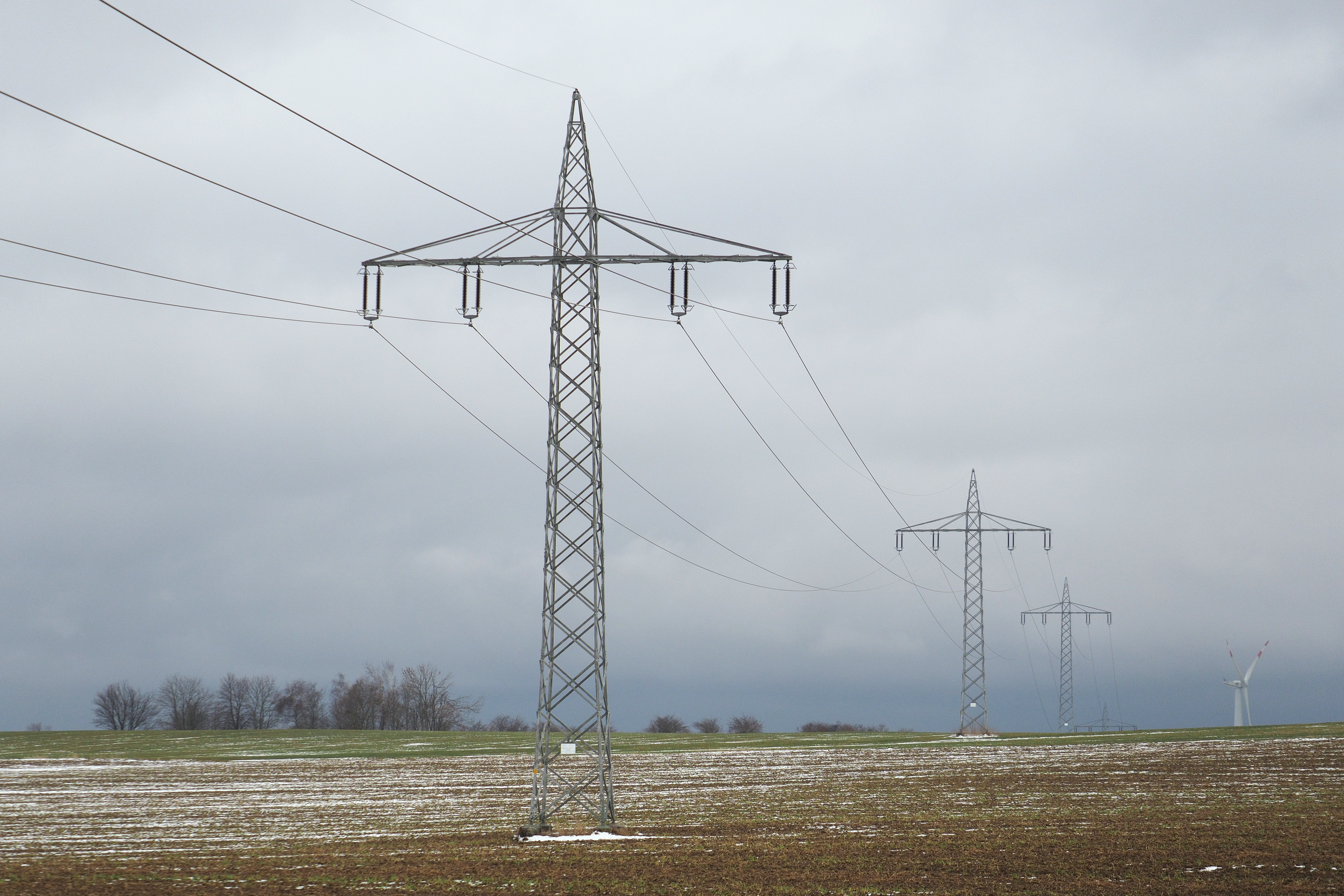
Deutsche Bahnstromleitung bei Bartholomä
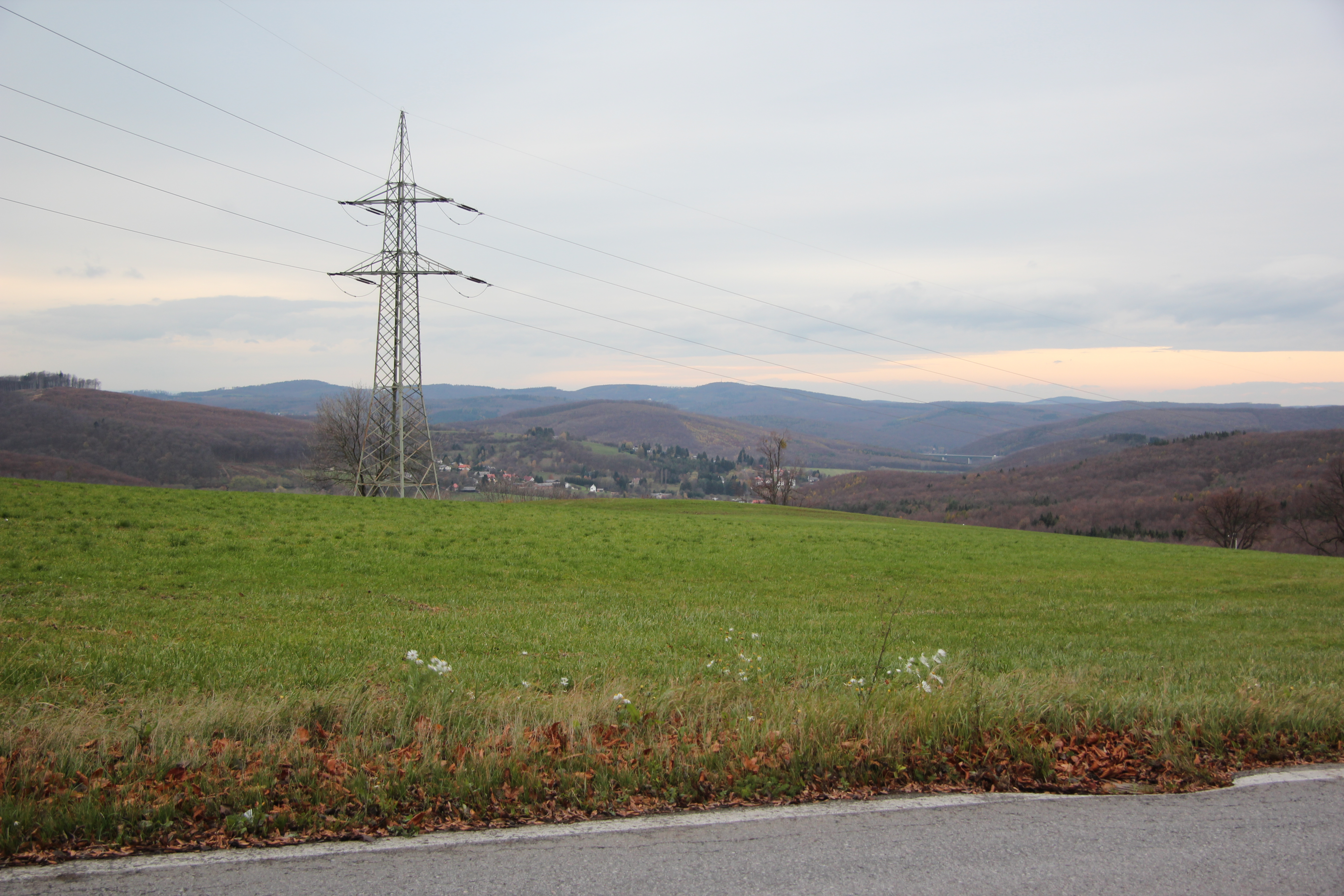
Österreichische Bahnstromleitung bei Breitenfurt
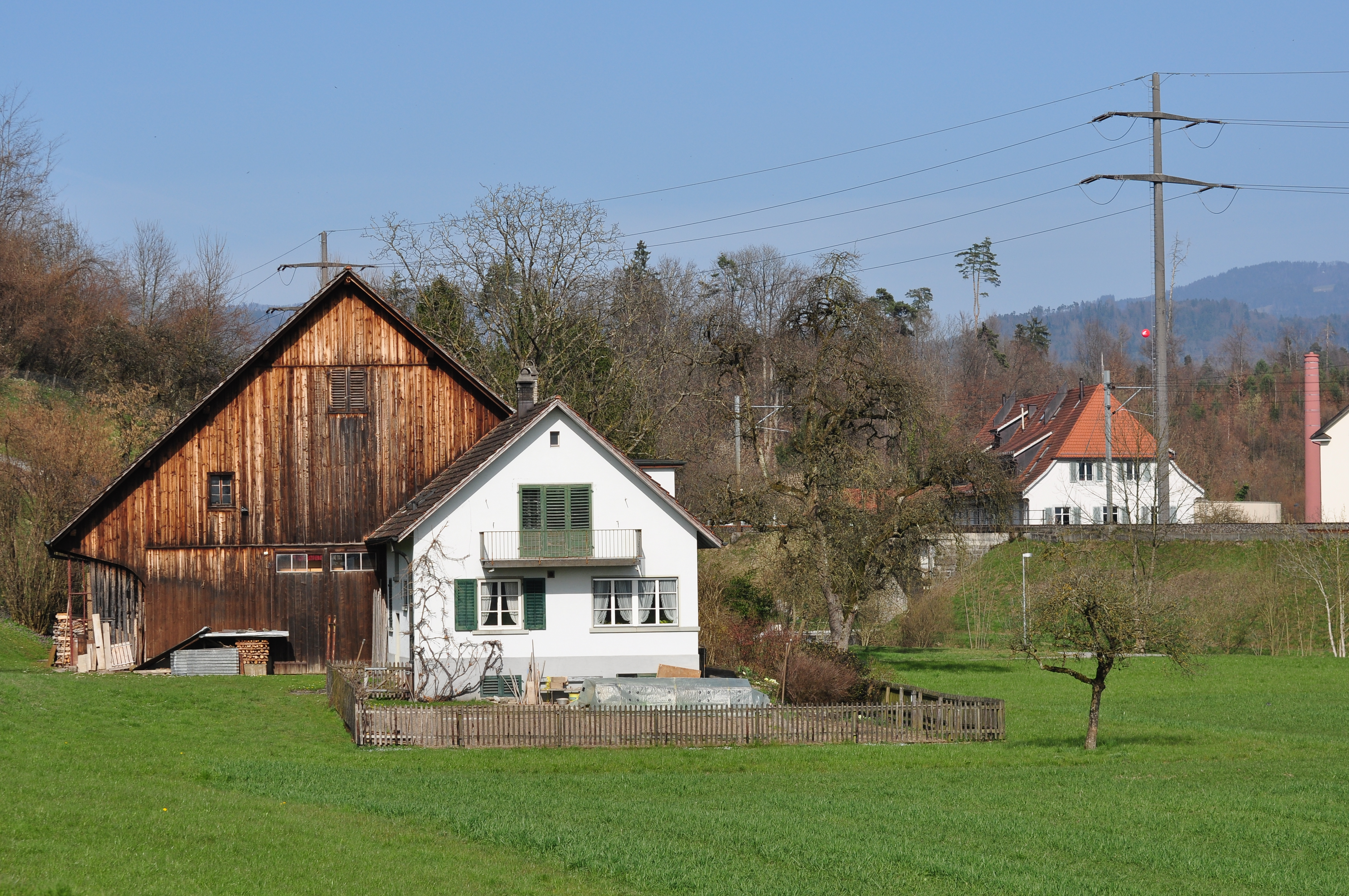
Schweizerische Bahnstromleitung bei Rapperswil

Wie die meisten Freileitungen mit Betriebsspannungen von 110 kV werden bei Bahnstromleitungen in der Regel Einzelleiter verwendet. Bei Leitungen mit höherer Auslastung, etwa bei Kraftwerken oder zur Versorgung einer Schnellfahrstrecke, werden auch Bündelleiter verwendet. Wie für Hochspannungsleitungen üblich, verfügen auch Bahnstromleitungen fast immer über Erdseile. Die Verlegung von Bahn- und Drehstromleitungen auf denselben Masten aus Platzgründen ist in Deutschland und besonders in der Schweiz durchaus verbreitet, man spricht hier von Gemeinschafts- oder Hybridleitungen. Diese Leitungen verfügen meistens über zwei Bezeichnungen, jeweils für Bahn- und Drehstromleitungen. Die gemeinsame Führung von Drehstrom- und Bahnstromkreisen ist aufgrund der kapazitiven Kopplung meistens auf kurze Strecken beschränkt. Eine ungewöhnlich lange kombinierte Bahnstromleitung, zusammen mit 220 kV Drehstrom, verläuft im Sauerland zwischen Garenfeld und Elverlingsen. Manche Bahnstromleitungen führen auf einigen kurzen Abschnitten nahe den Unterwerken 15-kV-Speiseleitungen auf denselben Masten mit, um etwas weiter entfernt liegende Bahnstrecken zu speisen.

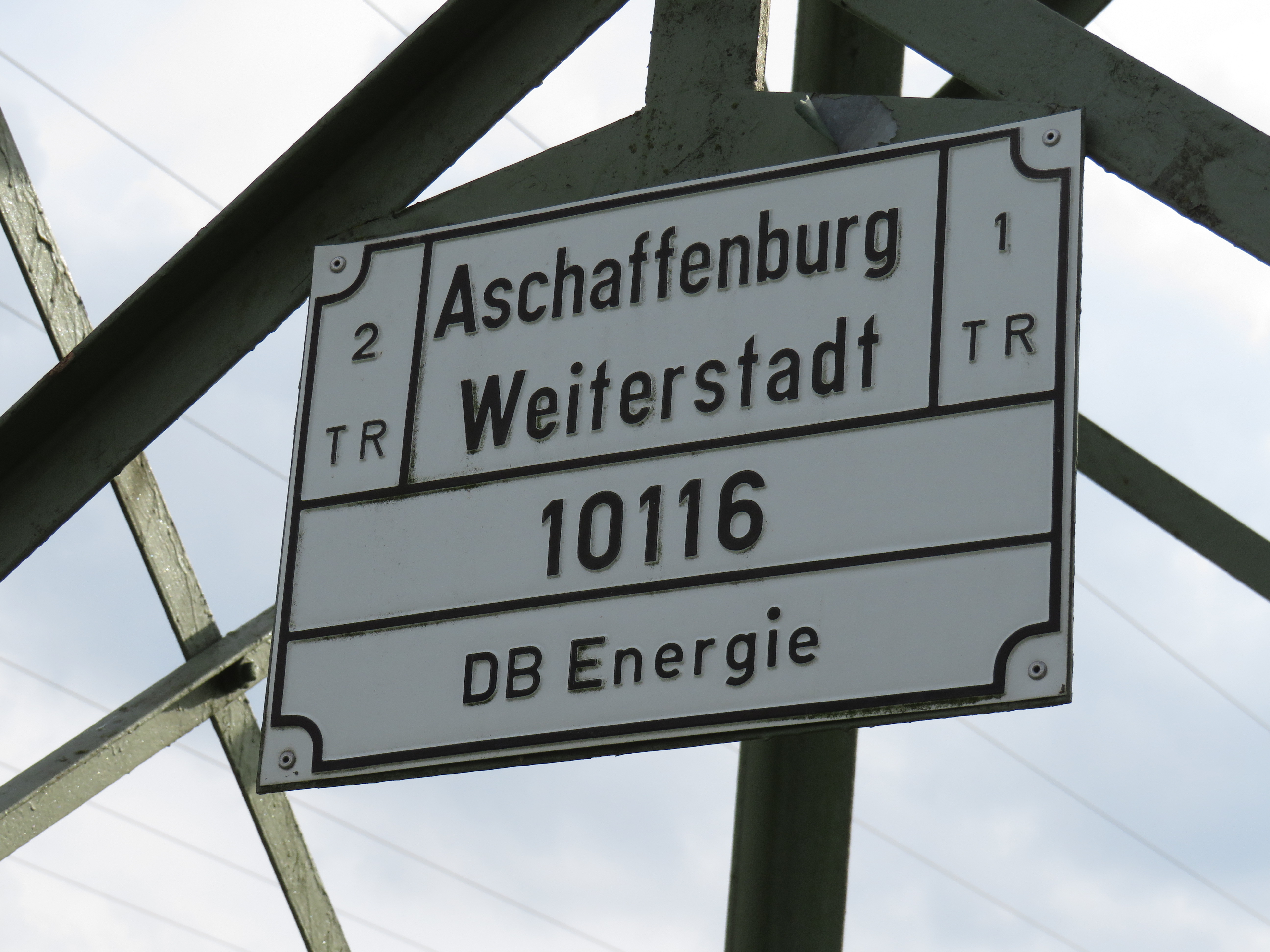
Mastenschild

Wie auch Leitungen des Drehstromnetzes sind Bahnstromleitungen durch die Betreibergesellschaft, die zur jeweiligen nationalen Bahngesellschaft gehört, kategorisiert. In Deutschland wird ein System verwendet, bei dem die Stromkreise nach ihren beiden Anfangs- bzw. Endpunkten benannt werden. Die Trasse selbst besitzt eine dreistellige Nummer. Hierbei werden Nummern im 300er-Bereich für Leitungen auf dem Gebiet der ehemaligen DDR verwendet, 400er-Nummern für meistens ältere Bahnstromleitung in Westdeutschland und 500er-Nummern für in der Regel später gebaute Leitungen im Westen. Die Namen der Stromkreise sind auf an den Masten angebrachten Metallschildern aufgeführt, die etwa 30×40 cm groß sind und schwarze Schrift auf weißem Grund tragen. Die Beschriftung ist wie folgt aufgebaut:
- die Anordnung der zwei 110-kV-Systeme 2 und 1 und deren Leiter T und R in dieser Blickrichtung. Die Leiter bei Drehstromübertragungsleitungen sind mit R, S und T gekennzeichnet
- die Leitungsbezeichnungen (beide Systeme Aschaffenburg–Weiterstadt). Abzweige, die die Leitung nicht unterbrechen, werden nicht erwähnt. Bei unterschiedlichen Bezeichnungen werden die Namen der Systeme separat aufgeführt.
- die Mastnummer (10116). Die Mastnummern sind ein- bis fünfstellig und nur pro Leitung einmalig, nicht deutschlandweit. Führende Nullen sind möglich.
- der Betreiber (DB Energie GmbH, bei älteren Leitungen aus der Zeit vor der Bahnreform 1994 ist z. T. noch Deutsche Bundesbahn aufgeführt)

### Trassenführung
In der Regel folgt die Trassenfindung und -führung von Bahnstromleitungen denselben Anforderungen wie bei Drehstromleitungen des öffentlichen Netzes. Wo möglich, wird eine Trassenbündelung mit Drehstromleitungen angestrebt. Aufgrund ihrer spezifischen Funktion als Versorgung elektrifizierter Bahnstrecken können auch andere Formen der Verlegung realisiert werden. Insbesondere in städtischen Ballungsräumen werden Bahnstromleitungen aus Platzgründen mitunter auch entlang einer Bahnstrecke verlegt. Hierbei werden entweder Vollwandmasten mit schmalerem Trassenprofil erstellt und die Freileitung nah an der Bahnstrecke entlanggeführt, oder die Bahnstromleitung ist an Auslegern der Oberleitungsmasten oberhalb der Fahrleitung aufgehängt. Da Oberleitungsmasten einen kleineren Querschnitt besitzen als übliche Bahnstrommasten für zwei Systeme, können die Traversen aus Festigkeitsgründen nur geringe Ausladungen haben. Daher ist es in der Regel nicht möglich, die Leitung mit beiden Stromkreisen in Einebenenanordnung auf den Oberleitungsmasten zu führen. Neben der Verwendung der Zweiebenenanordnung können bei zweigleisigen Strecken daher beide Stromkreise getrennt an den Oberleitungsmasten zu beiden Seiten der Strecke geführt werden. Verlaufen Bahnstromleitungen durch Bahnhöfe, werden sie meist auch an Fahrleitungsmasten geführt. Es werden hohe Turmmasten eingesetzt, an denen auch Quertragwerke, Seitenausleger und Speiseleitungen aufgehängt sind. Beispiele für Bahnhöfe mit durchgeführter 110-kV-Leitung sind Böblingen, Duisburg Hbf, Essen Hbf, Fulda, Golm (Berliner Außenring), Nürnberg Hbf, Offenbach (Main) Hbf, und Singen (Hohentwiel).
Ungewöhnlich ist die Tatsache, dass vereinzelt nicht mehr benötigte oder nie genutzte Drehstromleitungen eine Verwendung als Bahnstromleitung fanden. Die Kreuzungsmasten der Elbekreuzung 2 wurden bei ihrem Bau als Vorleistung mit vier 380-kV-Stromkreisen ausgeführt, obwohl die Leitung selbst nur mit zwei Stromkreisen betrieben wurde. Mit der Elektrifizierung der Bahnstrecke Neumünster–Flensburg wurde im Jahr 1996 eine neue Bahnstromleitung gebaut, die vier der sechs ungenutzten Leiterseile nutzte. Mit dem Neubau der 380-kV-Leitung Dollern–Audorf („Mittelachse“) wurde die Bahnstromleitung 2018 auf die parallele Elbekreuzung 1 verlegt, da die 220-kV-Stromkreise nicht mehr benötigt wurden. Weitere Beispiele für die Umwidmung von Drehstrom- in Bahnstromleitungen finden sich zwischen Kierdorf und Türnich (Donaumasten einer 110-kV-Leitung mit zwei entfernten Leiterseilen) und zwischen Neckarrems und Aichschieß (Masten einer alten 220-kV-Leitung mit neu installierter Traverse).

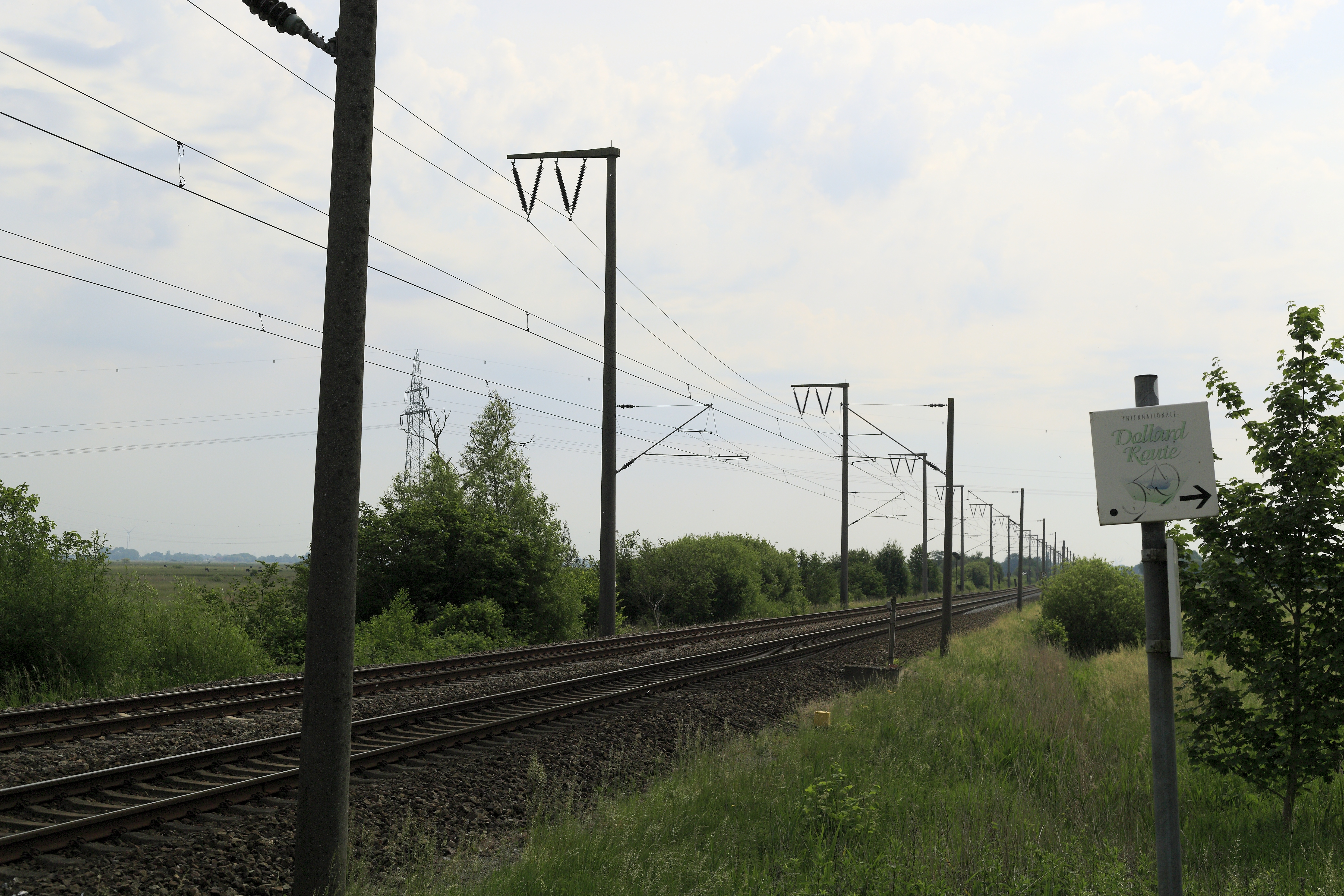
Verlegung über die Mastköpfe der Fahrleitungsmasten (Leer–Emden)
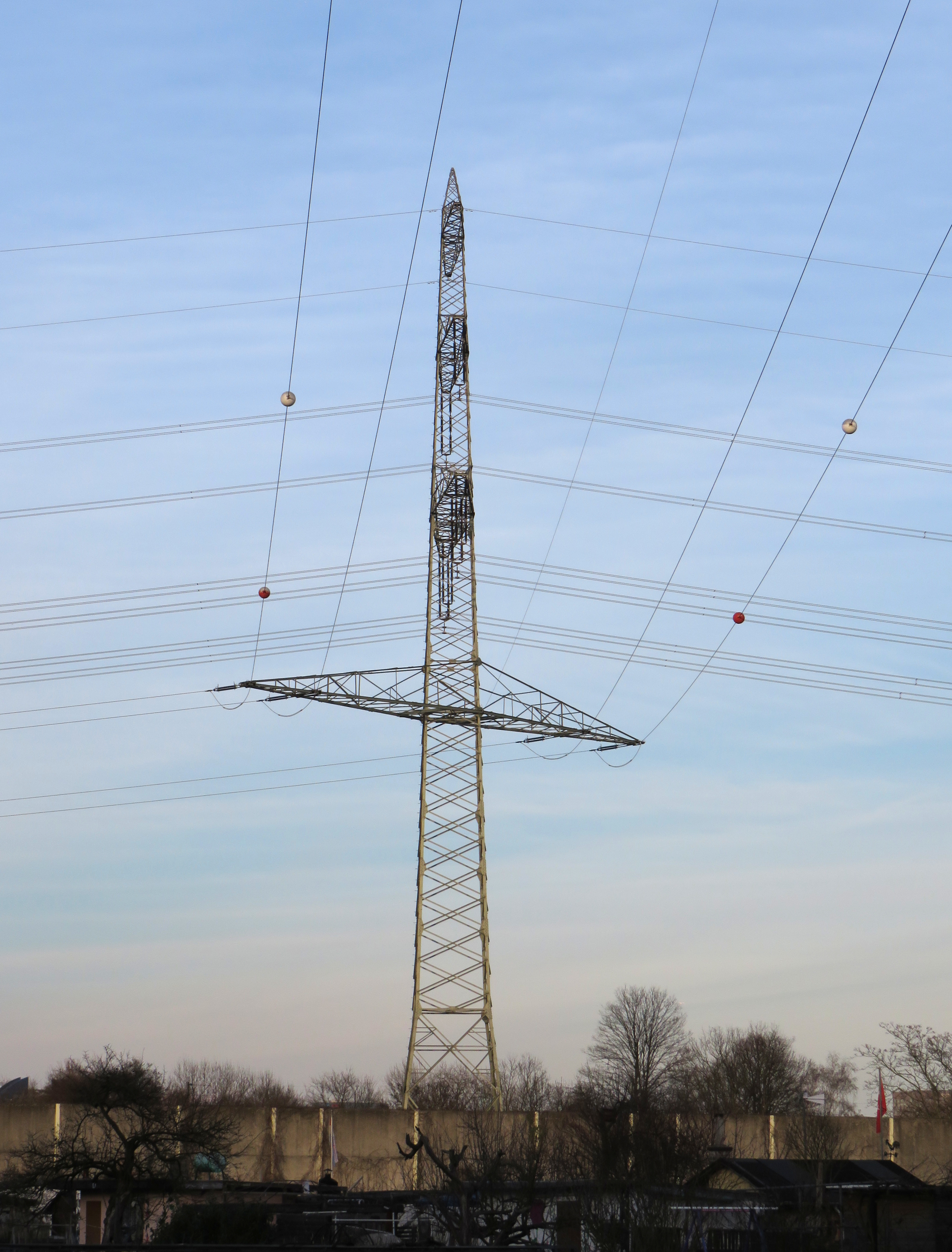
Mitverlegung einer Bahnstromleitung auf der Trasse einer 380-kV-Drehstromleitung
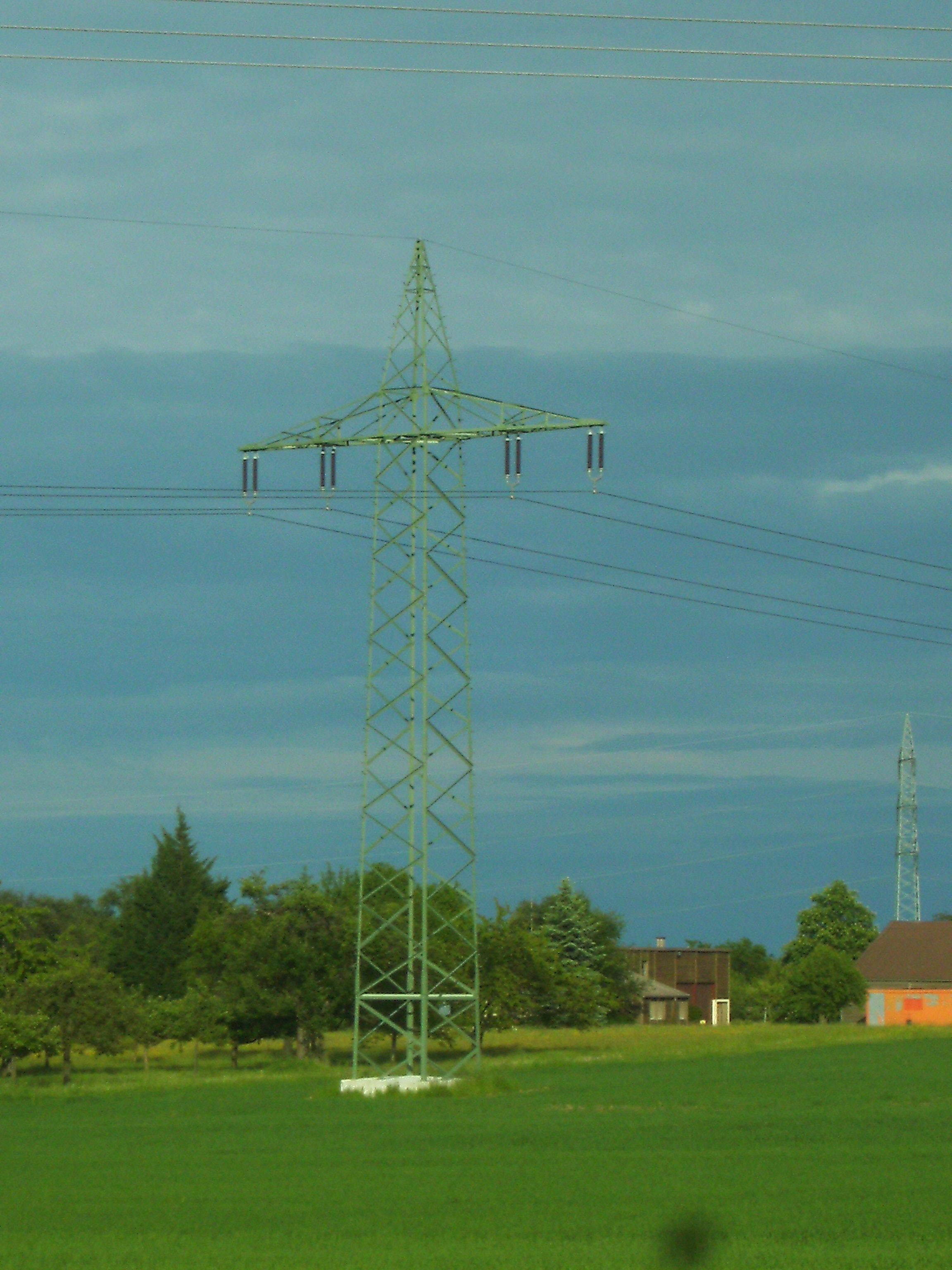
Bahnstromleitung auf Masten einer um 1940 gebauten 220-kV-Leitung
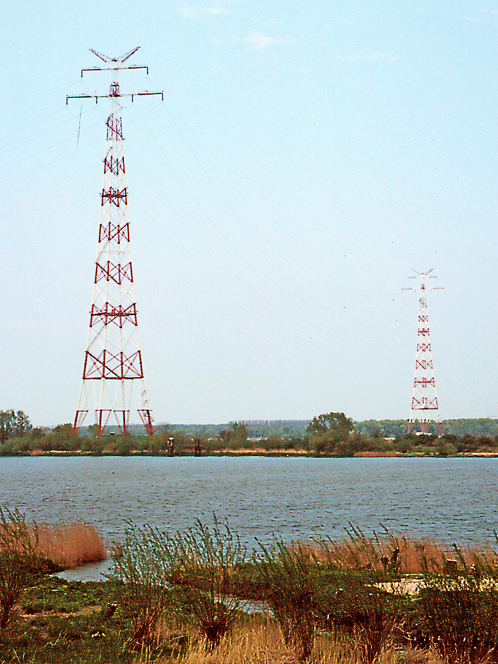
Vier der sechs Leiterseile der Elbekreuzung 1 werden von einer Bahnstromleitung genutzt
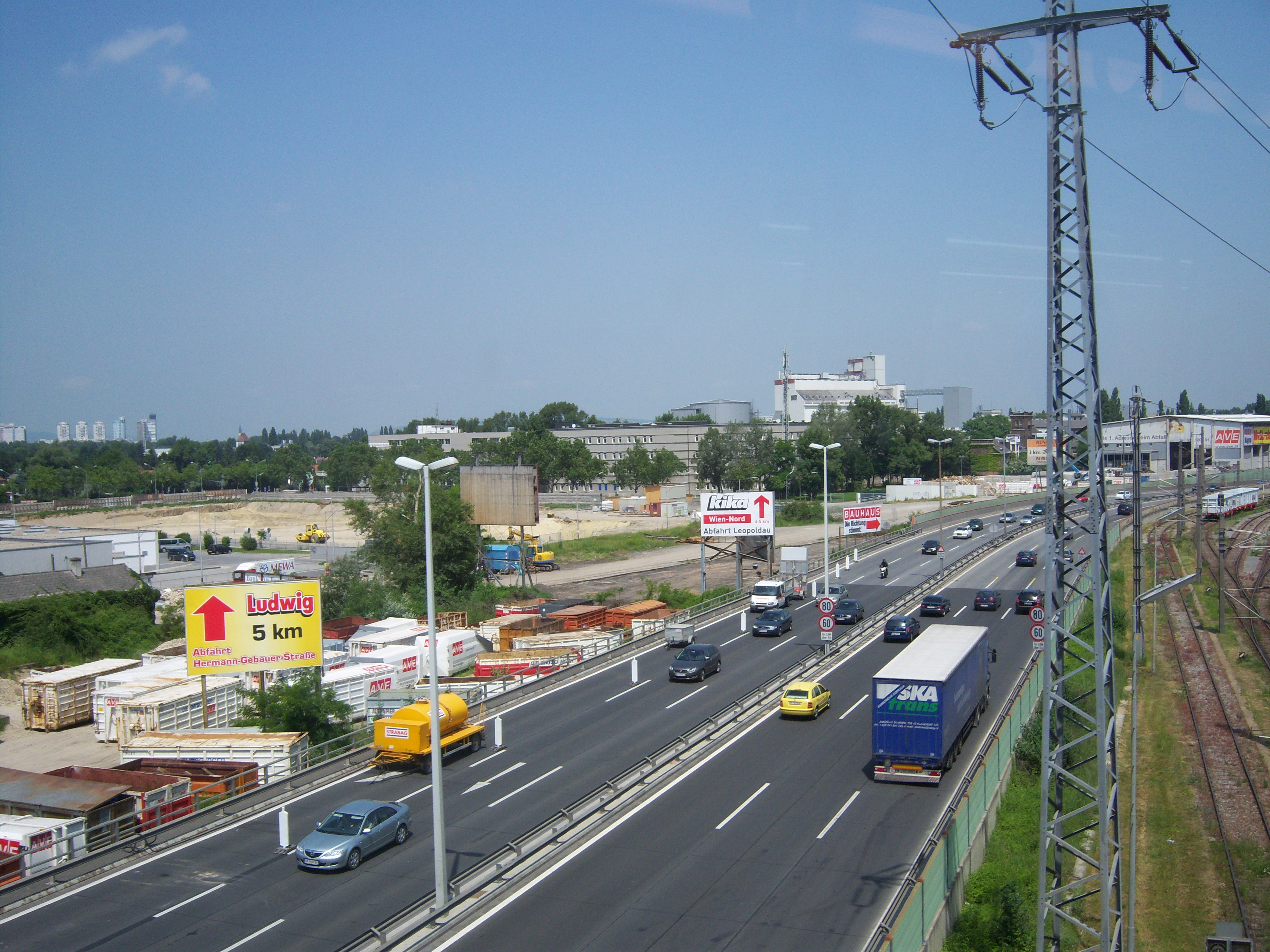
55-kV-Bahnstromleitung entlang einer Bahnstrecke in Wien

### Dezentrale Bahnstromversorgung
Bei Bahnen, die mit Gleichstrom oder Einphasenwechselstrom der Frequenz des öffentlichen Netzes versorgt werden, wird die Umwandlung stets in den Unterwerken an der Bahnstrecke vorgenommen, so dass hier kein separates Bahnstromnetz existiert. Auch in Regionen, in denen kein zentrales Bahnstromnetz existiert, die Bahnstromfrequenz aber trotzdem von der des Drehstromnetzes abweicht, werden elektrifizierte Bahnstrecken über Umformerwerke aus dem öffentlichen 50-Hz-Drehstromnetz versorgt. Dies ist in Schweden, Norwegen und im Nordosten Deutschlands (vorwiegend Brandenburg und Mecklenburg-Vorpommern) der Fall.
Ausnahmen sind etwa Regionen, in denen die elektrische Bahn der erste Großverbraucher war, so dass die Bahngesellschaft für die Stromversorgung erst eigene Leitungen bauen musste. Denkbar wäre auch der Fall einer Umwandlung eines zentralen Bahnstromversorgungssystems in ein Gleichstrom- oder Wechselstromsystem mit Frequenz des öffentlichen Netzes. In diesen Fällen existiert ein bahneigenes Drehstromnetz.

## Geschichte

### Deutschland

#### Anfänge der Bahnstromversorgung (1900–1914)

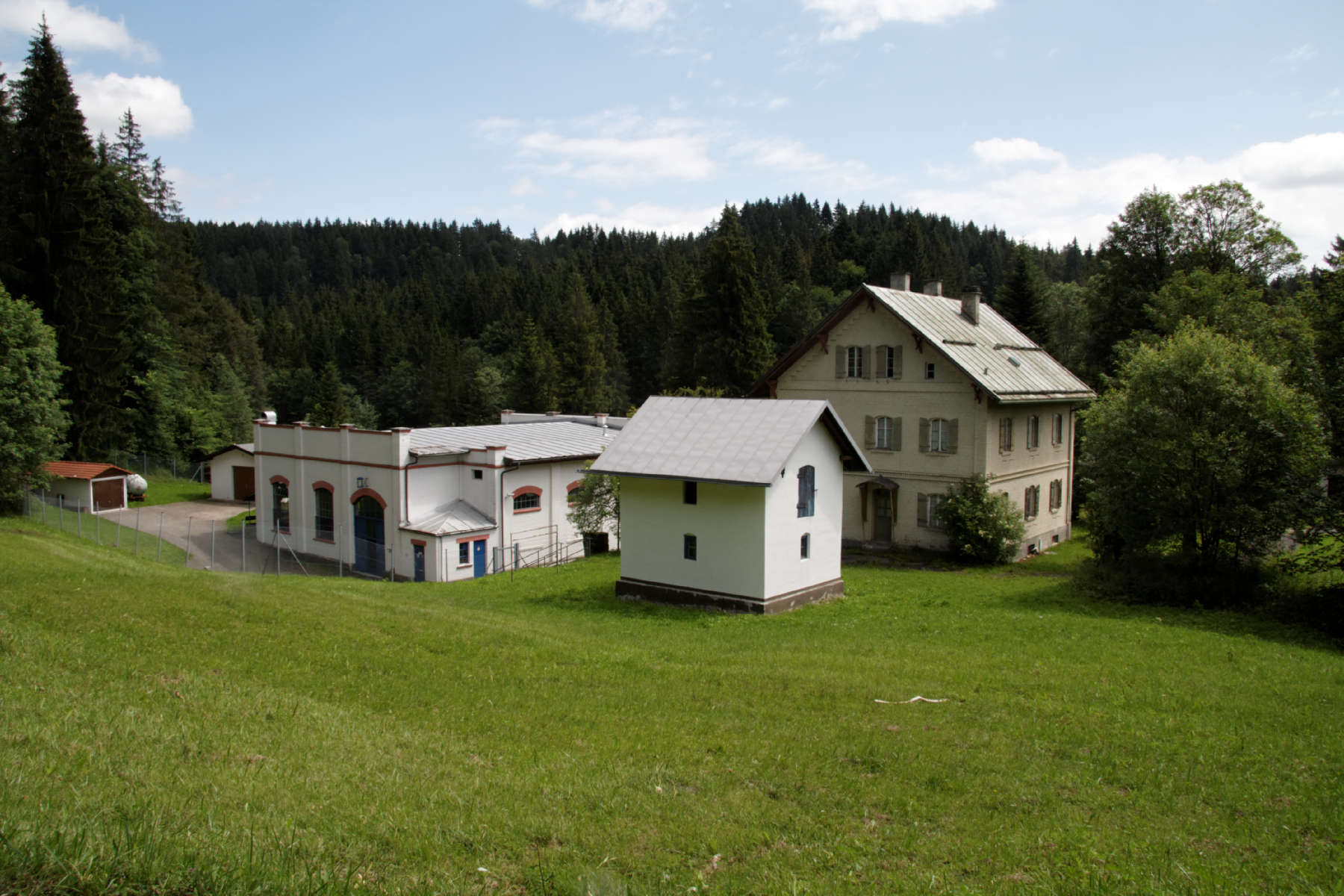
Das Wasserkraftwerk Kammerl erzeugte als erstes Kraftwerk weltweit elektrischen Strom zur Versorgung einer elektrifizierten Bahnstrecke

Pionier auf dem Gebiet elektrischer Schienenfahrzeuge war Werner von Siemens. Die erste elektrische Eisenbahn, die 1879 durch Siemens & Halske in Berlin gebaut und vorgestellt wurde, wurde mit einem Gleichstrom-Reihenschlussmotor betrieben. Der elektrische Strom wurde über einen Dynamo in der Lok selbst erzeugt, die Schienen dienten als Rückleitung. Die Straßenbahn Groß-Lichterfelde, 1881 als erste elektrisch betriebene Straßenbahn der Welt eröffnet, nutzte zur Versorgung des Gleichstrommotors erstmals den Strom aus einer Oberleitung. Die Erfindung des Transformators ermöglichte den Aufbau eines Versuchsbetriebs mit dreipoliger 10-kV-Drehstrom-Oberleitung. 1898 nahm Siemens & Halske die Drehstrom-Versuchsstrecke Groß-Lichterfelde–Zehlendorf in Betrieb. Die Fahrzeuge führten nun einen Transformator mit, der die Spannung auf 750 V herunterspannte. Die positiven Testergebnisse und der Ausblick auf eine großflächige Anwendung des elektrischen Betriebs führten dazu, dass sich der elektrische Bahnbetrieb mit Wechselstrom gegenüber dem mit Gleichstrom durchsetzen würde.
Im Jahr 1900 wurde die 23 km lange Ammergaubahn (Murnau–Oberammergau) als erste Vollbahn in Deutschland erstmals auf elektrischen Betrieb umgestellt. Ausführendes Unternehmen war zunächst die Actiengesellschaft Elektrizitätswerke vormals O. L. Kummer & Co. Zur Erzeugung des Stroms für die Bahnstrecke wurde das Wasserkraftwerk Kammerl errichtet, das direkt in die Oberleitung einspeiste. Der Betrieb im Dreiphasenwechselstrom mit 800 V Spannung mit einer Frequenz von 48 Hz scheiterte bereits nach einigen Testfahrten, da der Betrieb von Einphasen-Elektromotoren mit hohen Frequenzen noch nicht beherrschbar war. Daher ging die Bahnstrecke am 5. April 1900 zunächst mit Dampflokomotiven in Betrieb. Die Lokalbahn Aktien-Gesellschaft übernahm nach dem Konkurs des Vorgängerunternehmens im November 1903 das Kraftwerk und die Bahnstrecke und baute die Streckenelektrifizierung um. Nun wurde im Kraftwerk, zusätzlich zur Versorgung des öffentlichen Netzes mit Drehstrom, auch Einphasenwechselstrom mit 5,5 kV Spannung bei einer Frequenz von 16 Hz erzeugt. Die niedrigere Frequenz bei höherer Spannung erwies sich im Betrieb mit den eigens entwickelten Fahrzeugen LAG Nr. 674 bis 677 als erfolgreich, sodass der planmäßige Betrieb am 1. Januar 1905 aufgenommen werden konnte.
Im Jahr 1909 begann man unter Führung der Königlichen Eisenbahn-Direktion Halle mit dem elektrischen Versuchsbetrieb auf der Fernstrecke zwischen Dessau und Bitterfeld. Dies war der erste derartige Betrieb auf einer staatlichen Fernbahnstrecke weltweit. Zur Bereitstellung von elektrischer Energie wurde ein Kraftwerk im nahegelegenen Muldenstein errichtet, das mit Braunkohle aus dem mitteldeutschen Revier befeuert wurde. Zur Einspeisung in die Fahrleitung entstand am 5 km entfernten Bahnhof Bitterfeld ein Unterwerk. Dieses war über eine 30-kV-Leitung aus dem Kraftwerk Muldenstein angeschlossen. Sie wurde bereits als zweipolige Einphasenwechselstromleitung betrieben und hatte zwei Systeme. Zusätzlich existierte eine zweipolige Erdkabelverbindung. Am 18. Januar 1911, dem 40. Jubiläum der Reichsgründung, wurde der elektrische Betrieb zwischen Dessau und Bitterfeld mit zunächst 5 kV Spannung bei 15 Hz Frequenz und Lokomotiven von der Ammergaubahn gestartet. Zum 1. April 1911 wurde der Bahnbetrieb auf die vorgesehene Spannung von 10 kV und die Zuleitung vom Kraftwerk Muldenstein nach Bitterfeld auf 60 kV umgestellt. Ab Juni 1911 waren dann ausschließlich elektrische Lokomotiven auf der Strecke unterwegs. Der große Erfolg des Projektes veranlasste den preußischen Landtag zur Bewilligung weiterer Versuchsstrecken in Anhalt und Schlesien.

Übereinkommen über ein gemeinsames Bahnstromsystem von 1912 mit den Unterschriften von Paul von Breitenbach, Minister für öffentliche Arbeiten in Preußen, Lorenz von Seidlein, Eisenbahnminister von Bayern, Josef Nikolaus Rheinboldt, Minister der Finanzen in Baden

Der absehbare Ausbau des elektrischen Bahnbetriebs machte eine Vereinheitlichung der angewendeten Spannungen und Frequenzen nötig. Initiator waren allerdings die österreichischen k.k. Staatsbahnen, auf deren Antrag im technischen Ausschuss des Vereins Deutscher Eisenbahnverwaltungen die Einführung eines einheitlichen Spannungssystems beraten wurde. Im Übereinkommen betreffend die Ausführung elektrischer Zugförderung vom 18. Januar 1913 legten sich die preußisch-hessische, badische und bayerischen Staatsbahn auf eine Spannung von 15 kV mit einer Frequenz von 16 2⁄3 Hz fest – dies entsprach genau einem Drittel der Frequenz im öffentlichen Netz von 50 Hz. Kurz darauf schlossen sich auch Österreich, die Schweiz, Norwegen und Schweden dem Abkommen an.
Das Jahr 1913 war initial für die weitere Bahn-Elektrifizierung: Der preußische Landtag beschloss, das Streckennetz der Berliner Stadt-, Ring- und Vorortbahnen zu elektrifizieren, wobei die im Übereinkommen festgelegte Spannung und Frequenz verwendet werden sollte. In Leipzig-Wahren entstand 1914 zur zunächst testweisen Versorgung weiterer Bahnstrecken ein zweites Unterwerk in Turmbauweise, das von einer Leitung aus dem Kraftwerk Muldenstein gespeist wurde. Die Umstellung auf 15 kV und 16 2⁄3 Hz im mitteldeutschen Streckennetz machte eine mehrmonatige Unterbrechung des elektrischen Betriebs nötig. Die von Muldenstein nach Leipzig-Wahren führende Leitung, die zusammen mit der Leitung Muldenstein–Bitterfeld die erste tatsächliche Bahnstromfernleitung überhaupt bildete, wurde ähnlich einer Mittelspannungsleitung mit stehenden Isolatoren ausgeführt.
Darüber hinaus kam es zur Elektrifizierung einzelner Bahnstrecken in Süddeutschland: In Bad Reichenhall ging nach dreijähriger Bauzeit das Saalachkraftwerk in Betrieb, um in die nahegelegenen Bahnstrecken Freilassing–Bad Reichenhall und Bad Reichenhall–Berchtesgaden zu speisen. Die Großherzoglich Badische Staatseisenbahnen elektrifizierten Wiesen- und Wehratalbahn über einen Umformer im Badischen Bahnhof von Basel, der wiederum per Drehstrom aus dem Wasserkraftwerk Wyhlen versorgt wurde. Im August 1914 wurde aufgrund des Ersten Weltkrieges der elektrische Bahnbetrieb auf den preußischen Strecken dann bis auf Weiteres eingestellt und die Fahrleitungen zur Materialgewinnung demontiert.

#### Bahnstromnetz in Schlesien (1912–1945)
Der erfolgreiche elektrische Bahnbetrieb zwischen Bitterfeld und Dessau veranlasste die preußische Bahnverwaltung, einen solchen Betrieb auch auf topografisch anspruchsvolleren Strecken zu testen. Der preußische Landtag bewilligte am 30. Juni 1911 die Elektrifizierung mehrerer Bahnstrecken in Schlesien. Dies waren die Hauptstrecke Lauban–Königszelt und mehrere von ihr abzweigende Nebenstrecken. Für dieses Projekt wurden insgesamt 9,9 Millionen Mark bereitgestellt. In Mittelsteine wurde von 1912 bis 1914 ein Kraftwerk errichtet, das mit Steinkohle aus nahe gelegenen Gruben befeuert wurde. Obwohl schon im Frühjahr 1913 mit dem Bau der Anlagen begonnen wurde, konnte bis Frühjahr 1914 neben dem Kraftwerk Mittelsteine von den fünf geplanten Unterwerken nur das in Niedersalzbrunn fertiggestellt werden. Aufgrund des Ersten Weltkrieges stockte die Fertigstellung aller Anlagen, unter anderem, weil die Fahrleitungsanlagen zu Kriegszwecken abgebaut wurden. Anders als in Mitteldeutschland kam es allerdings nie zu einer kompletten Unterbrechung des elektrischen Bahnbetriebs.
Erst 1922 wurde die Elektrifizierung der Bahnstrecke mit Inbetriebnahme von vier der Unterwerke komplett fertiggestellt. Die Unterwerke in Niedersalzbrunn, Ruhbank, Hirschberg und Lauban waren als turmförmige Innenraumschaltanlagen nach Entwurf von Werner Issel ausgeführt. Ein fünftes Unterwerk in Breslau war geplant, allerdings nicht realisiert worden. Zwischen dem Kraftwerk Mittelsteine, wo Strom mit einer Frequenz von 16 2⁄3 Hz erzeugt wurde, und den vier Unterwerken entlang der Hauptstrecke wurden 160 km an Leitungen für Einphasenwechselstrom mit einer Spannung von 80 kV errichtet. In den Unterwerken wurde die Spannung dann von 80 kV auf 15 kV heruntertransformiert.

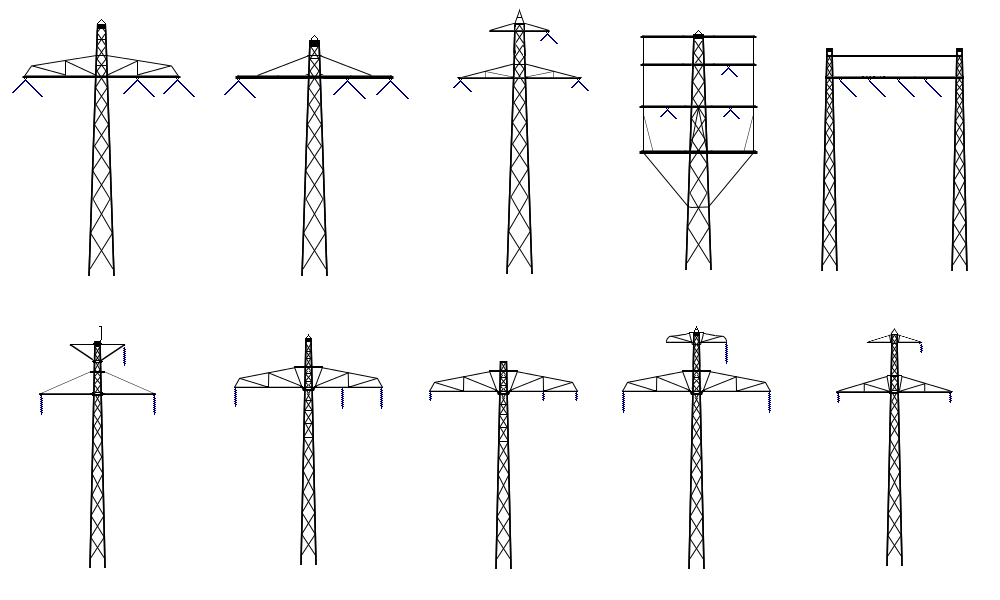
Freileitungsmasten der 80-kV-Bahnstromleitungen in Schlesien

Ähnlich wie die heutzutage betriebenen Bahnstromleitungen waren diese Leitungen bereits mit zwei jeweils zweipoligen Einphasenwechselstrom-Systemen belegt. Es waren vier stromführende Leiterseile aus Kupfer sowie ein Erdseil auf den Masten verlegt. Die Masten der ersten Ausbaustufe hatten zwei Traversen, von denen die obere schmaler ausgelegt wurde als die untere und schräg nach oben verstrebt war. Da sich diese Bauform als störanfällig bei Eisbildung erwies, baute man anschließend nur noch Masten mit einer Traverse. Am 5. Januar 1929 kam es infolge starker Vereisung auf der Leitung Mittelsteine–Niedersalzbrunn bei Gaablau und Juliansdorf zu Mastbrüchen, was zur Einstellung des elektrischen Bahnbetriebs führte. Erst am 7. Januar 1929 konnte der elektrische Bahnbetrieb wieder in vollem Umfang aufgenommen werden, nachdem provisorische Holzmasten aufgestellt wurden. Unweit der betroffenen Stelle waren nach einer ähnlichen Störung schon 1921 neue Masten errichtet worden, die für die achtfache Eislast ausgelegt waren und die Vereisung 1929 schadlos überstanden. Daher wurden bis 1934 die meisten Leitungsabschnitte für die zehnfache Eislast ausgelegt, indem die Abstände zwischen den Masten und damit der Durchhang verringert und Bronze statt Kupfer für die Leiterseile verwendet wurde.
Eine weitere Leitung von Niedersalzbrunn nach Mettkau sollte ursprünglich zu einem geplanten Unterwerk Breslau führen und mit 80 kV betrieben werden, wofür die realisierten Teile der Leitung bereits ausgelegt waren. Diese dienten stattdessen provisorisch zur Einspeisung der Fahrleitung mit 15 kV aus dem Unterwerk Niedersalzbrunn. Die ursprünglich für das Unterwerk Breslau vorgesehenen Transformatoren wurden für eine Heizschaltung im Unterwerk Niedersalzbrunn verwendet. Das Unterwerk wurde dafür um eine Freiluftanlage erweitert, während das Unterwerk Ruhbank nicht mehr benötigt und 1924 in eine reine Schaltstelle umgebaut wurde.
In der letzten Ausbaustufe Ende der 1920er Jahre erzeugte das Kraftwerk Mittelsteine bis zu 24 MW elektrischer Leistung. Bis 1938 wuchs die Länge elektrifizierter Bahnstrecken in Schlesien auf 390,5 km. Am Ende es Zweiten Weltkriegs war der elektrische Bahnbetrieb durch Kriegsschäden stark eingeschränkt. Im August 1945 demontierten sowjetische Soldaten als Reparationforderung das Bahnkraftwerk Mittelsteine, die Unterwerke Niedersalzbrunn, Hirschberg und Lauban, sowie etwa 47 km Bahnstrom- und 900 km Fahrleitung im nun größtenteils unter polnische Verwaltung gefallenen Schlesien. Die später durchgeführte erneute Elektrifizierung der Strecken durch den polnischen Staat in den 1960er Jahren basierte auf anderen Form der Versorgung, daher wurden auch die noch vorhandenen Anlagen entbehrlich. Abschnitte der 80-kV-Leitungen aus den 1920er Jahren wurden für das polnische 110-kV-Drehstromnetz weiter genutzt, indem ein Leiterseil entfernt wurde und die verbliebenen Leiter zum Drehstromkreis umfunktioniert wurden.
Errichtet wurden folgende Leitungsabschnitte:
| Spannung | Verbindung                               | Baujahr  | Bemerkungen |
| -------- | ---------------------------------------- | -------- | --- |
| 80 kV    | Kraftwerk Mittelsteine – Niedersalzbrunn | 1914     | |
| 80 kV    | Niedersalzbrunn – Ruhbank                | 1919     | |
| 80 kV    | Ruhbank – Hirschberg – Lauban            | 1921     | |
| 15 kV    | Niedersalzbrunn – Mettkau                | 1919 (?) | Ursprünglich als 80-kV-Bahnstromleitung Niedersalzbrunn–Breslau geplant, wurde aufgrund des nicht mehr realisierten Unterwerks als 15-kV-Speiseleitung ausgeführt. |

Bahnstrommasten in Verwendung für das polnische 110-kV-Netz

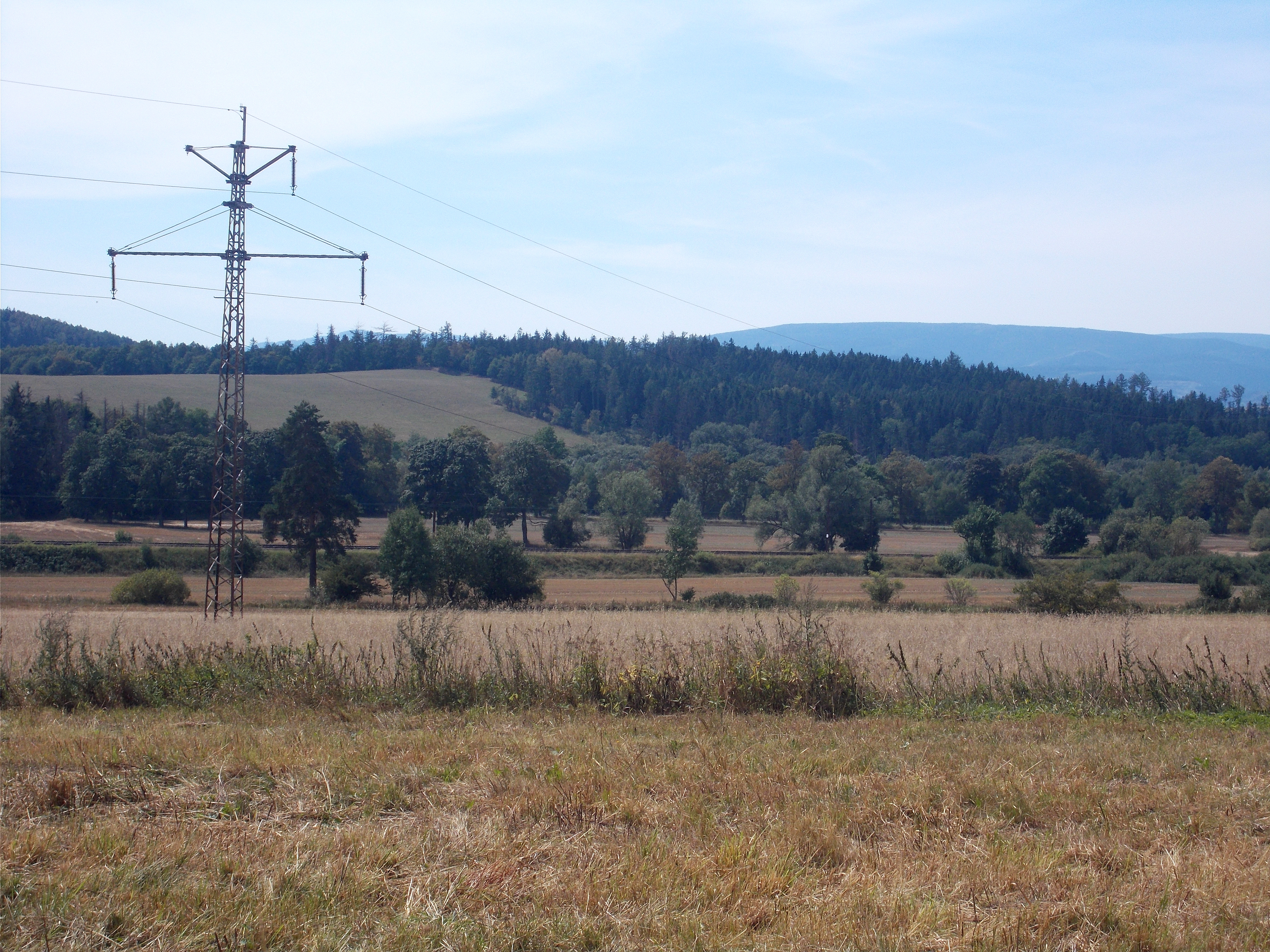
Alte, heute mit Drehstrom betriebene Bahnstrom-Freileitung in Schlesien: Zuerst verwendeter Masttyp mit zwei …
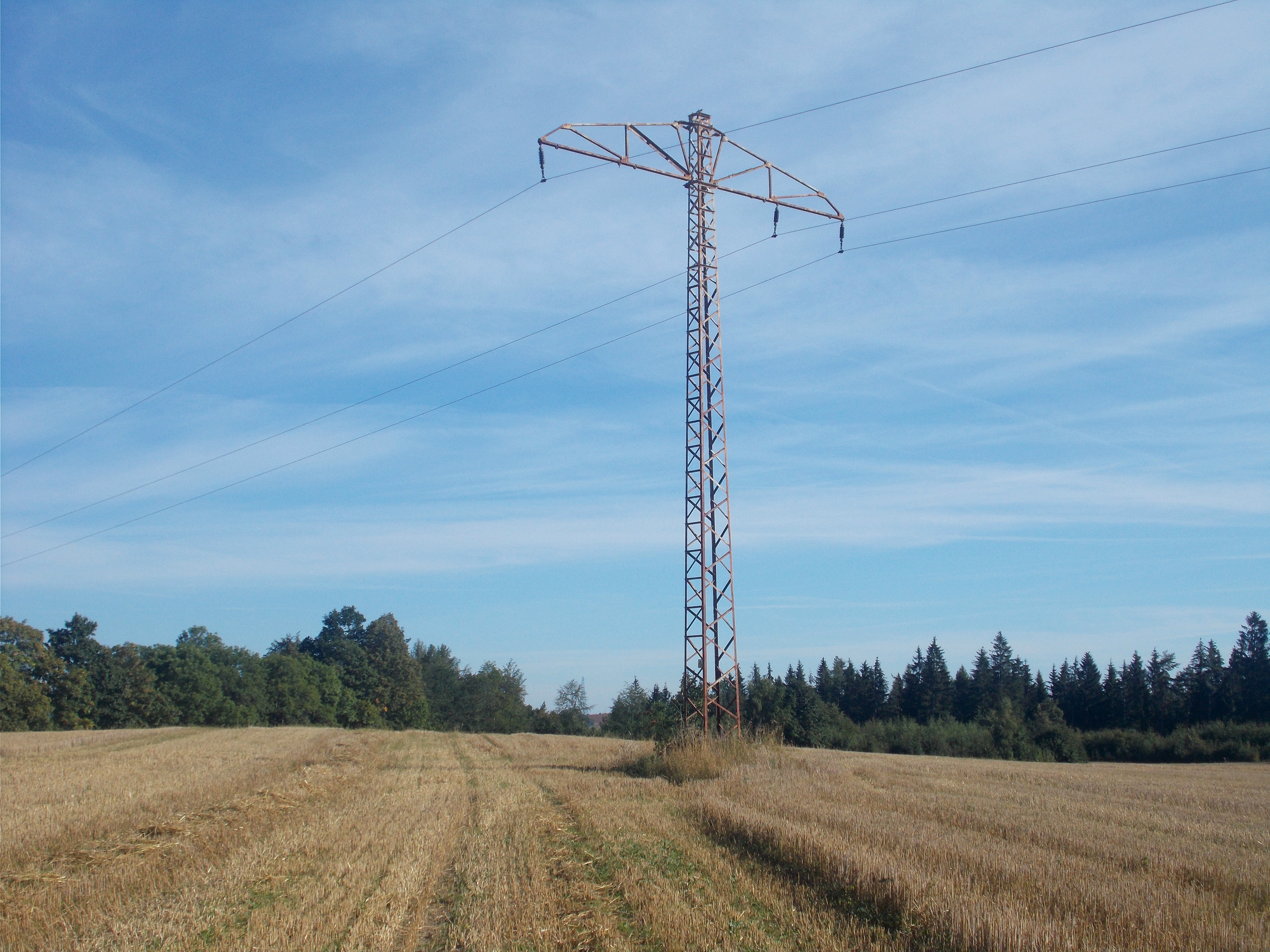
… und später verwendeter Typ mit einer Traverse
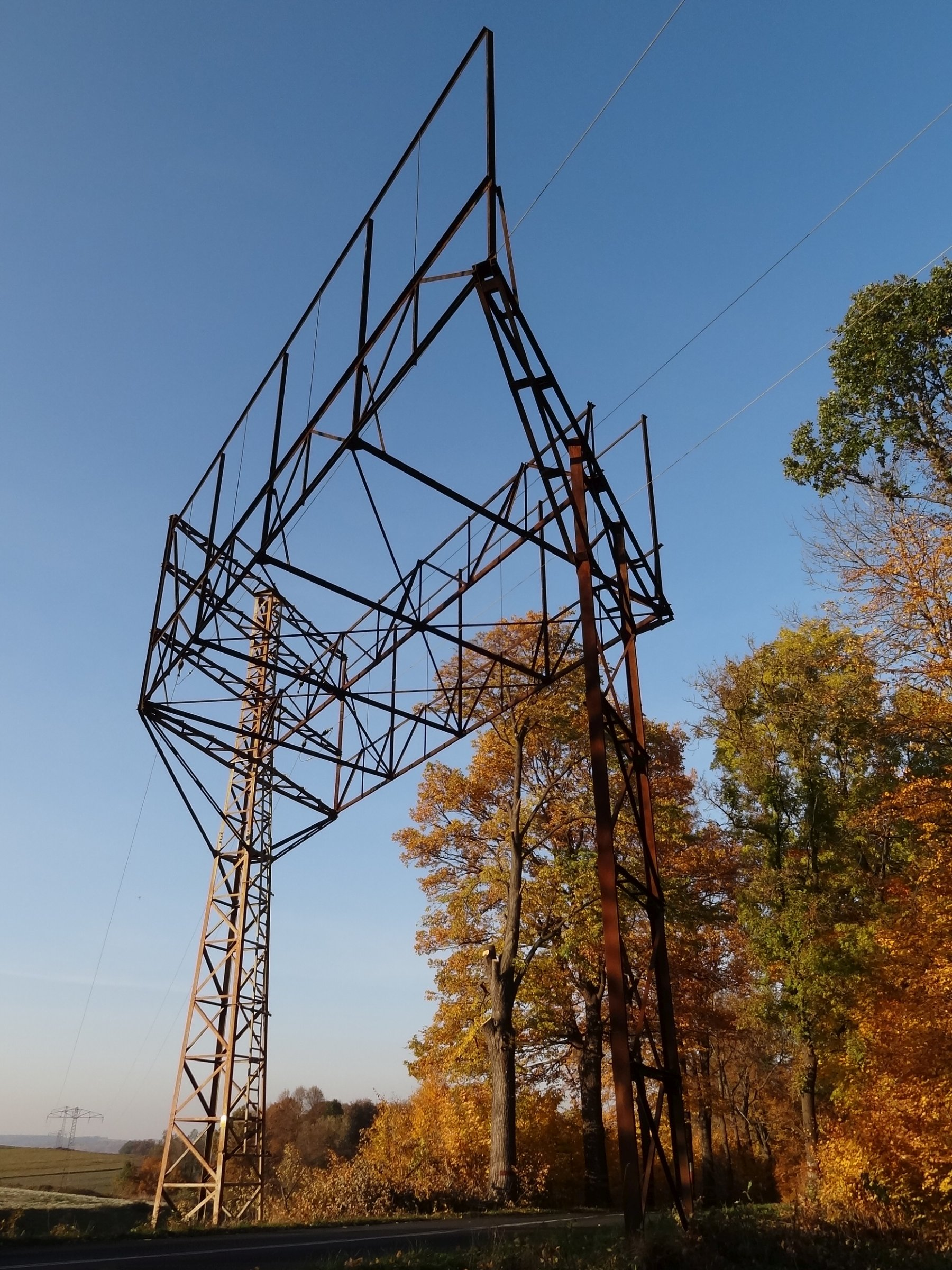
Schutzbrücke über Straße

#### Bahnstromnetz in Mitteldeutschland (1914–1945)
Im Frühjahr 1922 wurde nach kriegsbedingter Unterbrechung der elektrische Bahnbetrieb auf den mitteldeutschen Eisenbahnstrecken Leipzig–Dessau–Magdeburg und Leipzig–Halle wieder aufgenommen. Dem zuvor ging ein kurzer Testlauf auf dem seit 1911 elektrifizierten Streckenabschnitt Bitterfeld–Dessau. Die Strecke Halle–Magdeburg wurde ebenfalls für den elektrischen Betrieb vorbereitet, hier wurde er 1934 aufgenommen. Die Bahnstromversorgung wurde weiterhin aus dem Kraftwerk Muldenstein gewährleistet, das sie 1921 aufnahm und erheblich steigerte. Während der Kriegszeit wurde dort kurzzeitig Salpetersäure produziert.
Zur Versorgung der neu elektrifizierten Bahnstrecken wurden zum einen die beiden bestehenden 60-kV-Bahnstromleitungen Muldenstein–Bitterfeld und Muldenstein–Wahren weiter genutzt, zum anderen entstanden in Gommern, Schönebeck, Köthen und Stumsdorf neue Unterwerke und Leitungen, die entlang der beiden elektrifizierten Strecken einen Ringschluss bildeten. Dieser 60-kV-Ring verband die Unterwerke Marke, Gommern, Schönebeck, Köthen und Stumsdorf miteinander sowie mit dem Kraftwerk Muldenstein. Von Muldenstein aus existierte nach wie vor die Leitung nach Leipzig-Wahren.
Mit Aufnahme des elektrischen Bahnbetriebs zwischen Magdeburg und Halle waren ab 1934 folgende Bahnstromleitungen in Betrieb:
| Spannung | Verbindung                                                                | Baujahr | Bemerkungen |
| -------- | ------------------------------------------------------------------------- | ------- | ----------- |
| 60 kV    | Kraftwerk Muldenstein – Marke                                             | 1911    |             |
| 60 kV    | Kraftwerk Muldenstein – Leipzig-Wahren                                    | 1913    |             |
| 60 kV    | Marke – Gommern – Schönebeck – Köthen – Stumsdorf – Kraftwerk Muldenstein | 1923    |             |

Wie auch das schlesische Netz fielen die mitteldeutschen Bahnstromleitungen nach dem Zweiten Weltkrieg den Reparationen durch die Sowjetunion zum Opfer. Obwohl im Oktober 1945 der elektrische Zugbetrieb auf zahlreichen mitteldeutschen Strecken durch die Reichsbahndirektionen Halle und Erfurt wieder aufgenommen wurde, war durch sowjetischen Befehl zur Anlagendemontage schon im März 1946 das endgültige Ende des Betriebs absehbar. Das Bahnkraftwerk Muldenstein wurde am 6. April 1946 abgeschaltet und sämtliche elektrischen Leitungen und Elektromaschinen wurden im Laufe dieses Jahres in die Sowjetunion gebracht.

#### Netzausbau in Süddeutschland (1924–1945)

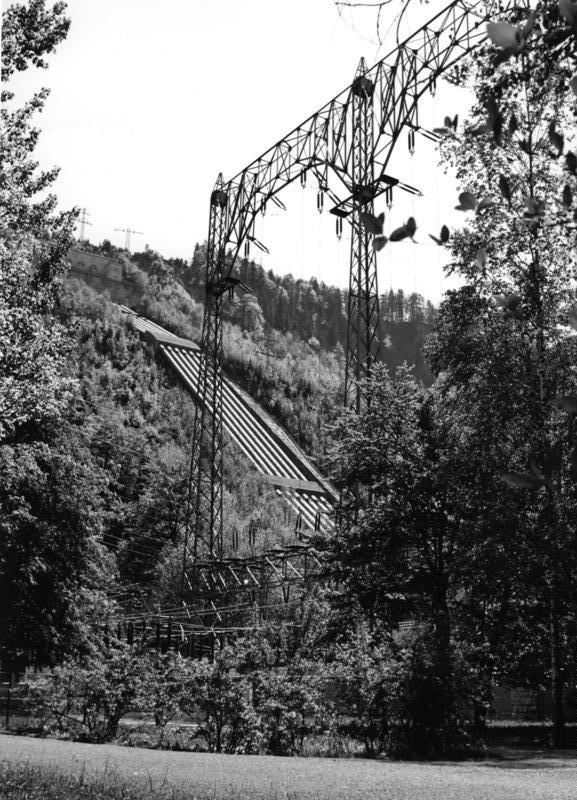
Walchenseekraftwerk, Kernstück der Elektrifizierung der bayerischen Bahnen

Die Elektrifizierung im südbayerischen Raum wurde von Heinrich von Frauendorfer, seit 1904 erster Verkehrsminister des Königreichs Bayern, vorangetrieben. Nach dem erfolgreichen elektrischen Betrieb auf der Bahnstrecke Murnau–Oberammergau war der Ausbau weiterer Bahnstrecken zum Hauptanliegen geworden. Im Jahr 1910 begann der Bau des Saalachkraftwerks, um die Bahnstrecken Freilassing–Bad Reichenhall und Bad Reichenhall–Berchtesgaden zu elektrifizieren. Im selben Jahr wurde ein zweites Wasserkraftprojekt genehmigt, das zur Versorgung von Bahnstrecken dienen sollte: Oskar von Miller, Leiter der Internationale Elektrotechnische Ausstellung 1891 und Gründer des Deutschen Museums, wurde mit der Erstellung einer Studie beauftragt, den Höhenunterschied zwischen Walchen- und Kochelsee zur Energieerzeugung durch Wasserkraft zu nutzen. Zu dieser Zeit bestand der Plan, die geografisch relativ nahe liegenden Bahnstrecken München–Garmisch und München–Lindau zu elektrifizieren. Weitere Quellen für Bahnstrom sollten Laufwasserkraftwerke an Lech und Isar bilden. Nach Fertigstellung der Studie, in der von den Königlich Bayerischen Staatseisenbahnen als Hauptabnehmer des Stroms ausgegangen wurde, genehmigte die Kammer der Abgeordneten das Projekt.
Die k.k. Staatsbahnen Österreichs elektrifizierten vom Ruetzkraftwerk in Tirol aus zahlreiche Strecken, von denen eine bis nach Garmisch reichte. Der elektrische Betrieb bei Bad Reichenhall wurde 1915 aufgenommen. Der Baubeginn des Walchenseekraftwerks verzögerte sich aufgrund fehlender staatlicher Zustimmung und des Ersten Weltkriegs, sodass erst im November 1918 die Arbeiten starteten. Der Kohlemangel nach dem Krieg intensivierte das Vorhaben für ein großzügigeres Elektrifizierungsprogramm der Bahn, als es bisher geplant war, hierfür schien die Energiegewinnung aus Wasserkraft noch geeigneter. Nach wie vor herrschte Unklarheit, ob das bayerische Innen- oder Verkehrsministerium für den Betrieb zuständig sein sollte, da es neben der Bahn auch Energie für ein Hochspannungsnetz aus Drehstromleitungen bereitgestellt werden sollte. Selbes galt für die Staustufen am Mittlere-Isar-Kanal, deren Bau 1921 begann. Das Verkehrsministerium wollte die Kraftwerke zunächst in Eigenregie bauen und betreiben. Letztlich entschied man sich für eine gemeinsame Zuständigkeit. Nach Auflösung der Bayerischen Staatseisenbahnen und Inkorporation in die Deutsche Reichsbahn beteiligte sich diese, nachdem im September 1921 ein Antrag an die Staatsregierung einging, ab Anfang 1924 mit einem Neuntel am Aktienkapital der Betreibergesellschaften Walchenseewerk AG und der Mittlere Isar AG.
Im September 1924 wurde ein Stromliefervertrag zwischen Walchenseekraftwerk AG, Mittlere Isar AG und Deutscher Reichsbahn unterzeichnet, der eine Lieferung einphasigen Wechselstroms aus dem Walchenseekraftwerk, den Kraftwerken Aufkirchen und Eitting sowie dem erst später fertiggestellten Kraftwerk Pfrombach zusicherte. Die Bahnstromerzeugung im Walchenseekraftwerk wurde am 2. Dezember 1924 aufgenommen, gleichzeitig mit der Drehstromerzeugung für das neu entstandene bayerische Hochspannungsnetz, das als Bayernwerk ebenfalls von Oskar von Miller konzipiert wurde. Vom ersten Betriebsjahr 1925, als 19 kWh Einspeiseenergie für die Bahn erzeugt wurde, steigerte sich diese Menge auf 148 kWh im Jahr 1932. Elektrifiziert waren nun die Strecken München–Garmisch, Tutzing–Kochel und München–Landshut. Zur Einspeisung des elektrischen Stroms in die Fahrleitung entstanden mehrere hundert Kilometer zweipoliger 110-kV-Einpasen-Wechselstromleitungen und Unterwerke in Murnau, München-Pasing und Landshut.
Mehr Streckenausbauten sorgten bis 1927 für den Bau und die Inbetriebnahme weiterer Bahnstromleitungen: von Landshut nach Burgweinting, vom Walchenseekraftwerk über Rosenheim nach Traunstein und von Pasing nach Augsburg. Bis 1933 wurde reichte der elektrische Bahnbetrieb von München aus nach Westen bis Stuttgart. Hierfür entstanden die Unterwerke Augsburg, Neu-Ulm und Plochingen. Um eine zweite Einspeisung entlang der rund 300 km langen Strecke zur Verfügung zu haben, wurde mit den Technischen Werken der Stadt Stuttgart ein Stromlieferungsvertrag über 8,5 MW Bezug aus dem Kraftwerk Stuttgart-Münster ausgehandelt.
In Zusammenarbeit mit dem Badenwerk wurde in Pforzheim eine Testanlage installiert, mit der Drehstrom aus dem öffentlichen 50-Hz-Netz in Bahnstrom umgewandelt werden konnte. Die Umformeranlage ging im April 1936 in Betrieb. Angeschlossen wurde sie über das Umspannwerk Brötzingen, der Bahnstrom wurde über das Gestänge der von Pforzheim zur WÜSAG bzw. EVS nach Hoheneck führenden Leitung transportiert, die hierfür mit einem weiter nach Stuttgart-Münster führenden Einphasenwechselstromkreis belegt wurde. Die positiven Testergebnisse führten zur Einrichtung des ersten regulären Umformerwerks in Nürnberg. Einige Jahre nach Ende des Zweiten Weltkriegs wurde die Anlage in Pforzheim im Zuge der Erweiterung des Bahnstromnetzes wieder abgerissen.
In der Zeit des Nationalsozialismus forcierte man sich auf die Elektrifizierung der Nord-Süd-Hauptstrecke zwischen Süd- und Mitteldeutschland. Die Reichsbahndirektion Essen erstellte hierzu eine Studie. Als erste Ausbaustufe entstand zur Versorgung der Bahnstrecke Treuchtlingen–Nürnberg ein Unterwerk in Grönhart, das per Fernleitung von Landshut her angebunden wurde. Das Unterwerk ging am 15. Mai 1935 in Betrieb. 1938 wurden die deutschen und österreichischen Bahnstromleitungen über die Leitung Traunstein–Steindorf miteinander verbunden, eine zweite Verbindung ging am 18. Februar 1941 zwischen dem Walchenseekraftwerk und Zirl in Betrieb.
Der Lückenschluss im elektrischen Bahnbetrieb zwischen Süd- und Mitteldeutschland wurde hauptsächlich entlang der Frankenwaldbahn realisiert. Hierfür begann auch der Bau einer weiteren 110-kV-Bahnstromleitung, die das süddeutsche mit dem mitteldeutschen Netz am Kraftwerk Muldenstein verbinden sollte. Da die Reichsbahn aufgrund der Neuelektrifizierung von 346 km Strecke auf größere Energiemengen angewiesen war, verpflichtete sich das Bayernwerk, zusätzlich 100 Millionen kWh pro Jahr zur Verfügung zu stellen. In Nürnberg entstand hierfür das erste Umformerwerk, das Drehstrom aus dem öffentlichen Netz in Bahnstrom umwandelte. Die neue Leitung wurde in mehreren Etappen fertiggestellt: 1938 war der Abschnitt von Grönhart bis zum Unterwerk Nürnberg in Betrieb, 1939 folgte die Fortsetzung über Zapfendorf bis Steinbach a. Wald. Von dort über die Unterwerke Rothenstein, Großkorbetha und Leipzig-Wahren bis Muldenstein, wo über einen Kuppelumspanner eine Verbindung zum mitteldeutschen 60-kV-Netz hergestellt wurde, folgte die komplette Inbetriebnahme am 31. Oktober 1940.
Bis 1941 wurden folgende Leitungen in Betrieb genommen:
| Spannung | Verbindung                                                                              | Baujahr | Bemerkungen                                                                       |
| -------- | --------------------------------------------------------------------------------------- | ------- | --------------------------------------------------------------------------------- |
| 110 kV   | Walchenseekraftwerk – Murnau – Pasing                                                   | 1924    |                                                                                   |
| 110 kV   | Pasing – Kraftwerk Aufkirchen – Kraftwerk Eitting – Kraftwerk Pfrombach                 | 1924    |                                                                                   |
| 110 kV   | Pasing – Landshut                                                                       | 1924    |                                                                                   |
| 110 kV   | Kraftwerk Pfrombach – Landshut                                                          | 1926    |                                                                                   |
| 110 kV   | Pasing – Augsburg                                                                       | 1927    |                                                                                   |
| 110 kV   | Walchenseekraftwerk – Rosenheim – Traunstein – Saalachkraftwerk                         | 1927    |                                                                                   |
| 110 kV   | Landshut – Burgweinting                                                                 | 1927    |                                                                                   |
| 110 kV   | Augsburg – Neu-Ulm – Plochingen – Kraftwerk Stuttgart-Münster                           | 1933    |                                                                                   |
| 110 kV   | Kraftwerk Stuttgart-Münster – Pforzheim                                                 | 1935    |                                                                                   |
| 110 kV   | Landshut – Grönhart                                                                     | 1935    |                                                                                   |
| 110 kV   | Traunstein – Steindorf                                                                  | 1938    | Verbindung mit österreichischem Bahnstromnetz                                     |
| 110 kV   | Grönhart – Nürnberg                                                                     | 1938    |                                                                                   |
| 110 kV   | Nürnberg – Zapfendorf – Steinbach a. Wald                                               | 1939    |                                                                                   |
| 110 kV   | Steinbach a. Wald – Rothenstein – Großkorbetha – Leipzig-Wahren – Kraftwerk Muldenstein | 1940    | Verbindung mit mitteldeutschem 60-kV-Netz über Kuppeltransformator in Muldenstein |
| 110 kV   | Walchenseekraftwerk – Zirl                                                              | 1941    | Verbindung mit österreichischem Bahnstromnetz                                     |

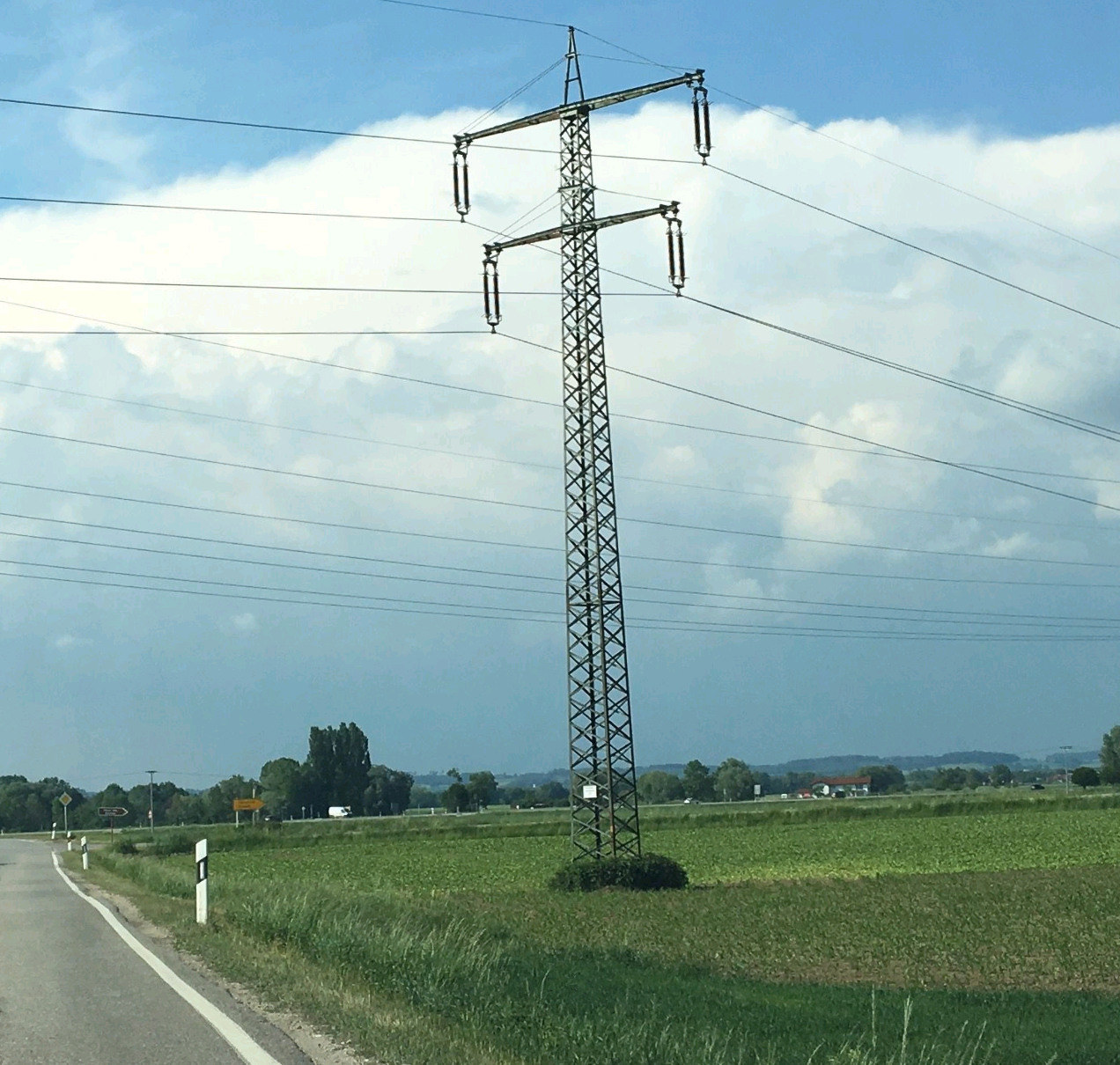
110-kV-Bahnstrommast, wie er in der ersten Ausbaustufe des süddeutschen Netzes eingesetzt wurde (Kraftwerk Pfrombach – Landshut, Baujahr 1926)

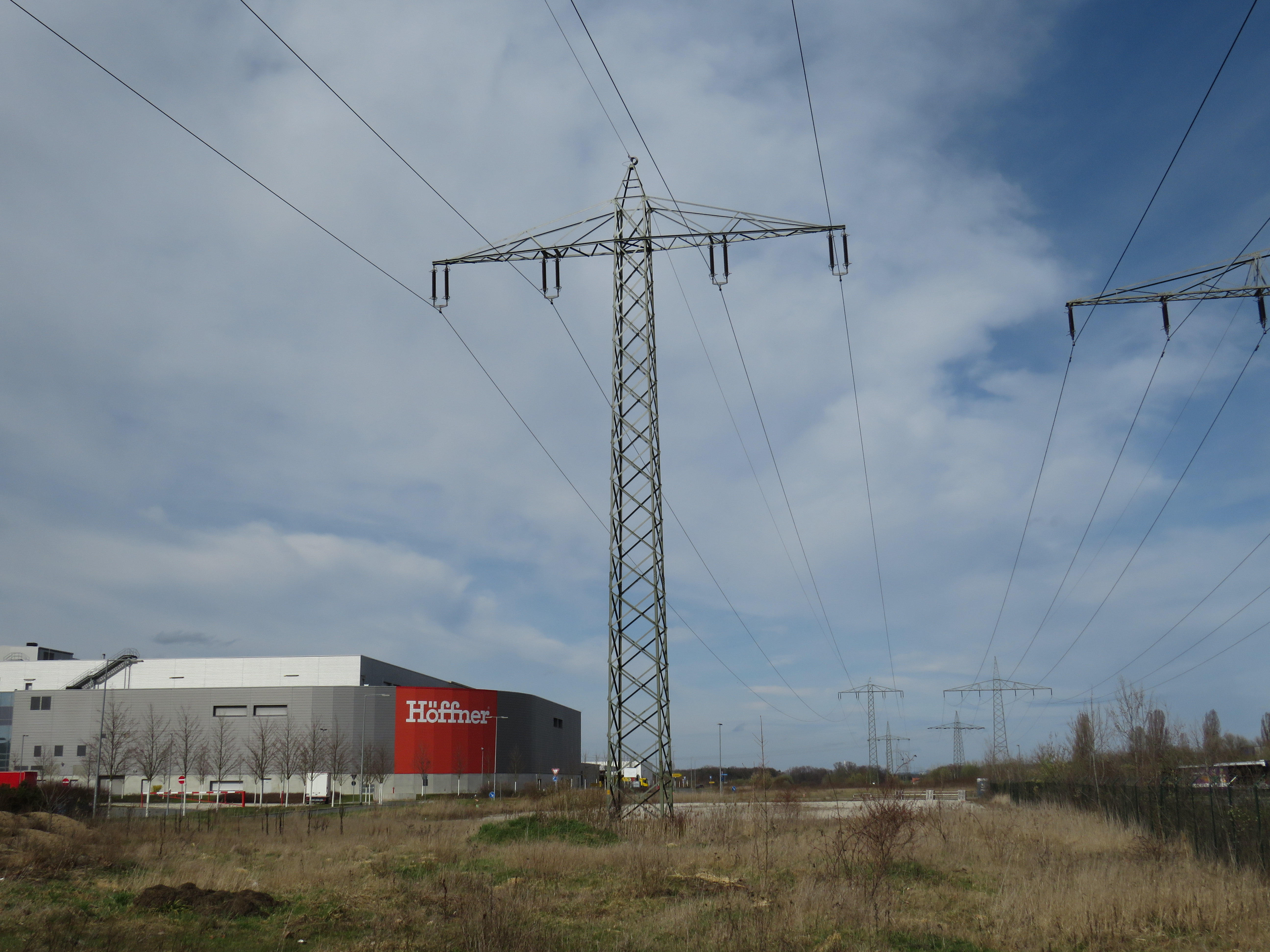
110-kV-Bahnstrommast aus den späten 1930er Jahren (Nürnberg – Zapfendorf, Baujahr 1939)

Die ab 1924 in Süddeutschland errichteten Bahnstromleitungen wurden bereits mit der bis heute üblichen Spannungsebene von 110 kV betrieben, die auch im Drehstromnetz weite Verbreitung findet. Die Ausführung der Leitungsmasten basierte auf dem der damals üblichen Drehstromleitungen mit schmalen Traversen und A-förmiger Spitze. Lediglich die Montage von 4 Leiterseilen, statt wie bei Drehstromleitungen ein Vielfaches von 3, unterscheiden die Leitungen von solchen des öffentlichen Netzes. Die zuerst gebauten Leitungen, bis etwa 1927, wurden auf Masten mit zwei Traversen verlegt, von denen die untere schmaler ist als die obere. Anschließend wurden in der Regel nur noch Masten mit einer Traverse gebaut. Diese Bauform wird im Netz der Deutschen Bundesbahn bzw. heutigen DB Energie nach wie vor verwendet, wenn auch die Masten bei jüngeren Leitungen ein stärkeres Profil aufweisen.

#### Netzausbau in der Bundesrepublik (1954–1990)
Im Vergleich zur sowjetischen Besatzungszone war der Bahnbetrieb in den Westzonen weniger eingeschränkt. Der Bahnbetrieb wurde ab 1946 durch die Hauptverwaltung der Eisenbahnen des amerikanischen und britischen Besatzungsgebiets beaufsichtigt, die 1947 zur Deutschen Reichsbahn im Vereinigten Wirtschaftsgebiet umbenannt wurde. Nach Gründung der Bundesrepublik Deutschland wurde am 7. September die Deutsche Bundesbahn gegründet, die zum 1. Juli 1952 in Staatsbesitz kam. Ab etwa 1950 wurde die Elektrifizierung süd- und westdeutscher Strecken in Angriff genommen. Zunächst betraf dies Strecken im Großraum Stuttgart und die Verbindung Nürnberg–Probstzella–Halle.
Mitte der 1950er Jahre begann der Bau neuer Bahnstromleitungen.:S. 15 Für die weitere Ausbreitung des Fernleitungsnetzes existierten nach 1945 zwei Anknüpfungspunkte: Das Unterwerk Grönhart und das Kraftwerk Stuttgart-Münster. Es entstanden für einen süddeutschen Ringschluss zuerst die Leitungen Stuttgart–Mühlacker–Karlsruhe und Grönhart–Markt Bibart–Würzburg–Gemünden–Aschaffenburg–Weiterstadt–Mannheim–Karlsruhe. Der seit den 1930er Jahren eingesetzte Einebenenmast wurde bei diesen und den meisten nach dem Krieg gebauten Bahnstromleitungen verwendet. Das Großkraftwerk Mannheim wurde 1955 in die Bahnstromerzeugung mit eingebunden, indem eine Voith-Marguerre-Kupplung installiert wurde. Mit Elektrifizierung der Rheintalbahn wurde bis 1957 das deutsche und Schweizer Bahnstromnetz über die Leitung Karlsruhe–Offenburg–Freiburg–Haltingen verbunden. In Karlsruhe ging im Zuge dessen ein Umformerwerk. Über die Netzkuppelstelle in Haltingen wurde eine Verknüpfung mit dem 132-kV-Bahnstromnetz der Schweizerischen Bundesbahnen hergestellt. Im selben Jahr wurde das Bahnstromnetz von Weiterstadt über die Unterwerke Flörsheim, Bingen, Koblenz, Remagen und Köln bis Düsseldorf erweitert, um u. a. die Linke Rheinstrecke zu elektrifizieren. Zur Bahnstromproduktion entstand in Düsseldorf das Kraftwerk Lausward. Das Kraftwerk Aschaffenburg erzeugte ab 1961 über Einphasen-Generatoren ebenfalls Bahnstrom.
In den 1960er Jahren wurde das Bahnstromnetz im Zuge weiterer großflächiger Streckenelektrifizierungen immer weiter ausgebaut. Als wichtige Leitungen entstand die Nord-Süd-Verbindung Aschaffenburg–Flieden–Bebra–Eichenberg–Kreiensen–Lehrte–Uelzen–Harburg, sowie ein weiterer Ringschluss durch die Leitung Düsseldorf–Hagen–Finnentrop–Rudersdorf–Fronhausen–Borken–Bebra. Entlang der Donau zwischen Donauwörth und Vohburg wurden mehrere Laufwasserkraftwerke für die Bahnstromerzeugung gebaut. Weitere wichtige Meilensteine waren die Abdeckung des nordwestdeutschen Raums, des Saarlands und in den 1970er Jahren die Errichtung neuer Unterwerke mit Einführung des S-Bahn-Verkehrs in München, Frankfurt am Main, Stuttgart und Nürnberg. Mit Ausnahme von Schleswig-Holstein, Oberschwaben und Ostbayern existierte nun ein weitumspannendes und vermaschtes Netz an 110-kV-Einpasen-Wechselstromleitungen.
Ab 1976 wurde im Kernkraftwerk Neckarwestheim Bahnstrom erzeugt, im Verbund mit dem Pumpspeicherkraftwerk Langenprozelten, das im selben Jahr in Betrieb ging. Die Bahnstromerzeugung im Kraftwerk Stuttgart-Münster wurde eingestellt. Es entstanden neue Bahnstromleitungen mit größerer Übertragungskapazität. Von dieser Achse wurde auch die Streckenversorgung der beiden bis 1991 fertiggestellten ICE-Neubaustrecken (Mannheim–Stuttgart und Schnellfahrstrecke Hannover–Würzburg) über leistungsfähige Leitungen bewerkstelligt. Die zur Versorgung erstgenannter Strecke gebaute Bahnstromleitung Flörsheim–Stuttgart wurde sogar vorausschauend für einen möglichen 220-kV-Betrieb dimensioniert.

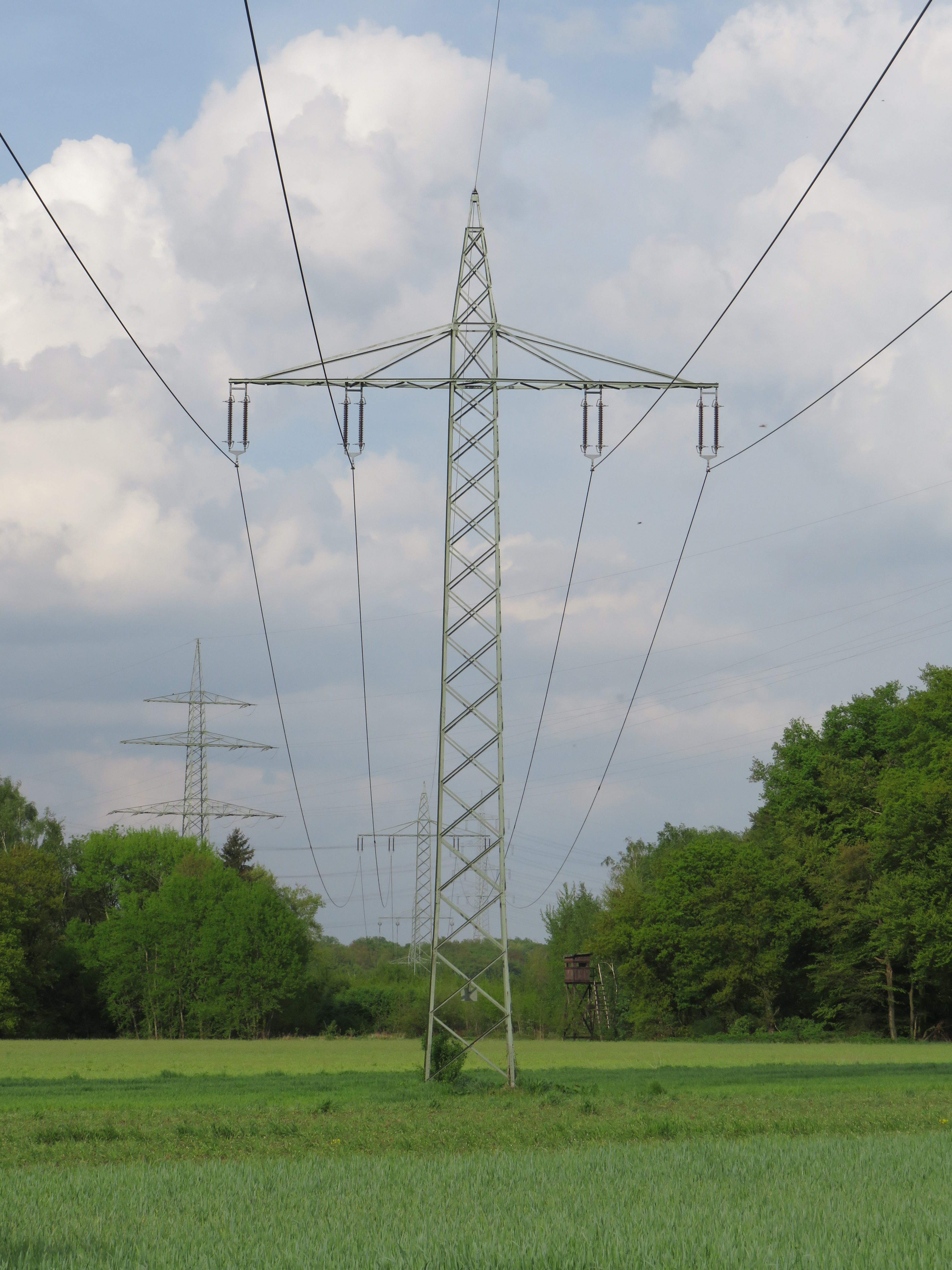
Bahnstrommast der Leitung Aschaffenburg–Weiterstadt von 1956, Standardbauform der Deutschen Bahn
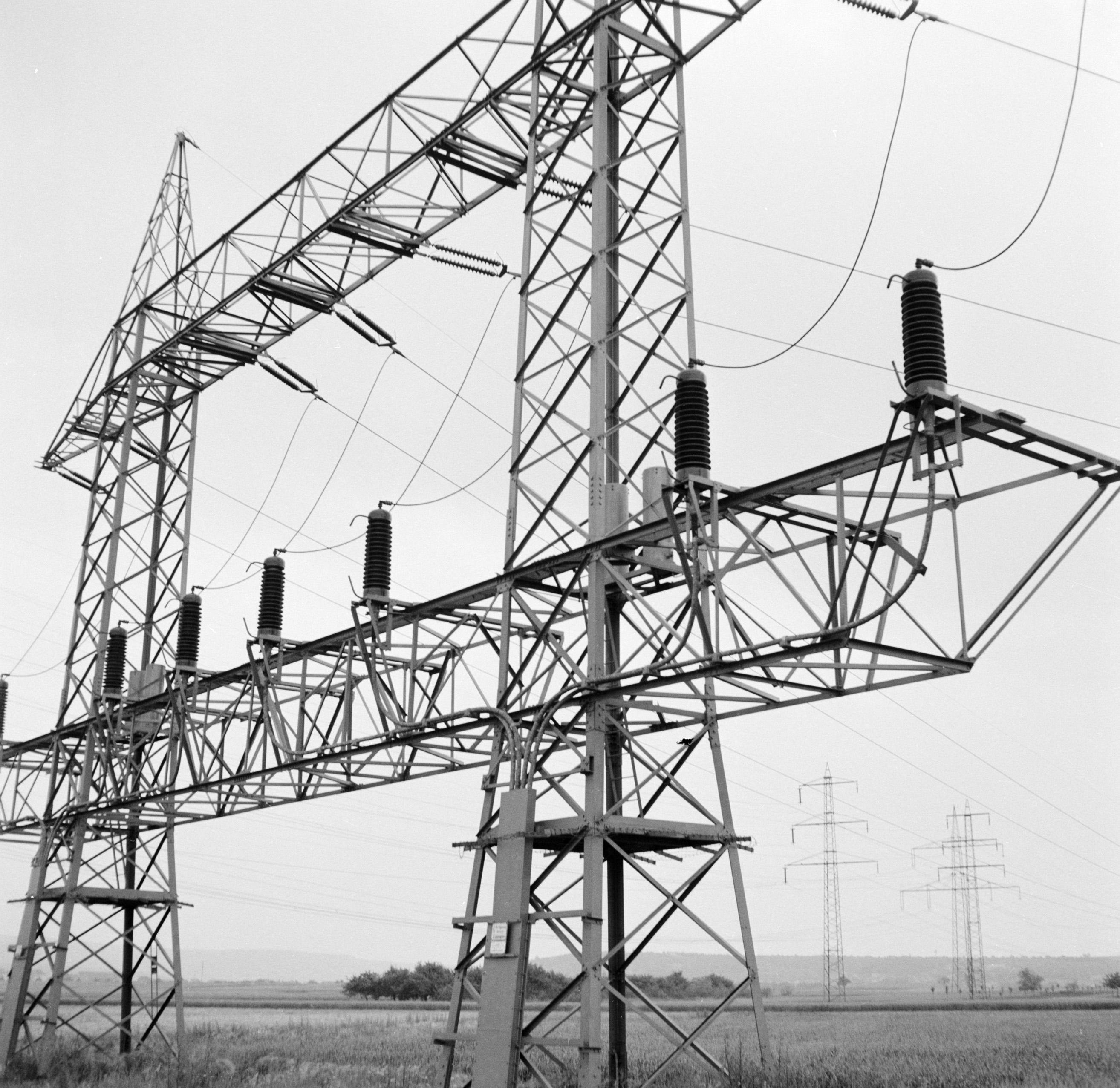
Kabelendmast-Portal vor dem Unterwerk Koblenz, Aufnahme 1950er Jahre
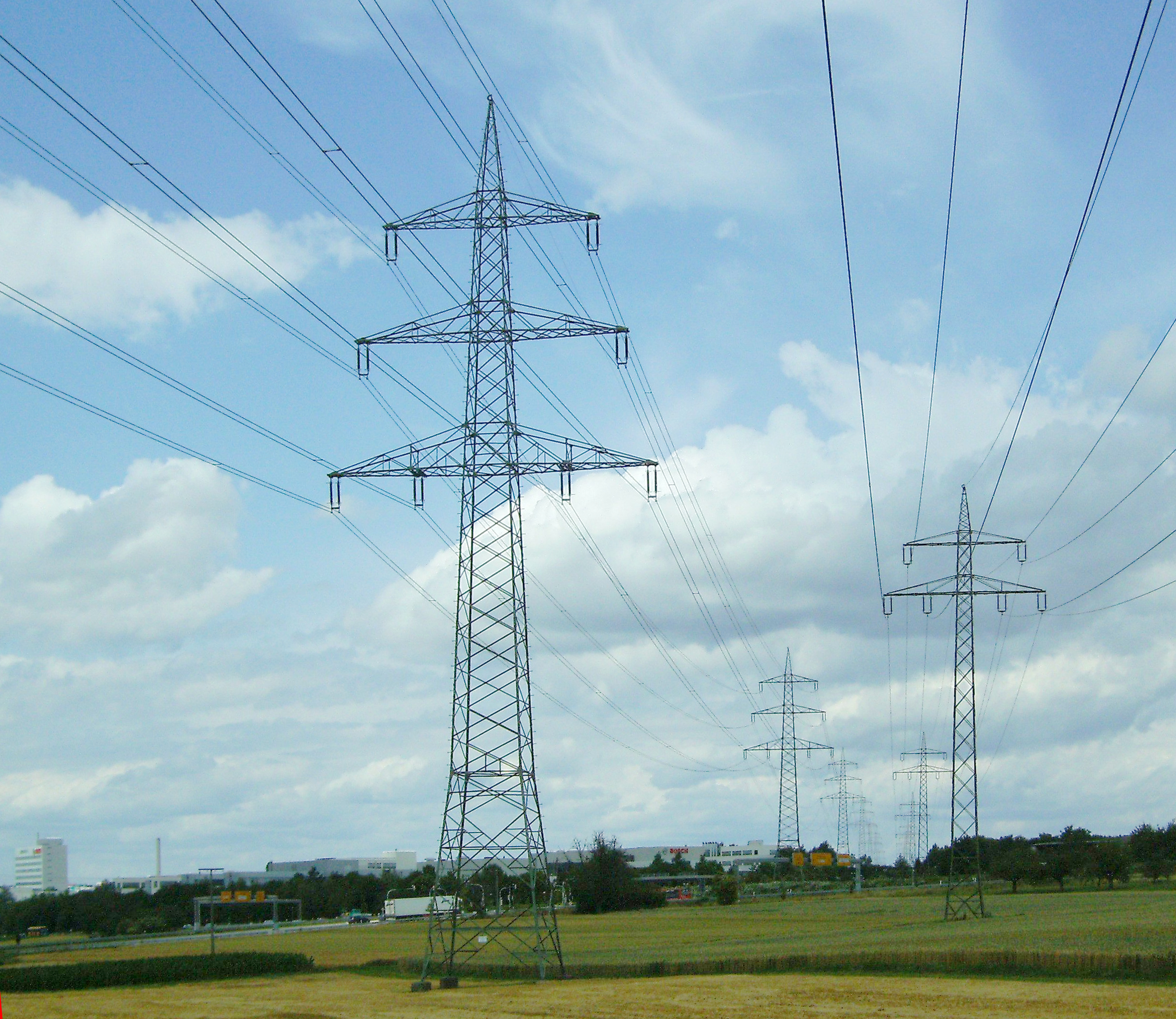
Die Bahnstromleitung von Flörsheim nach Stuttgart-Zazenhausen (links) ist für einen zukünftigen Betrieb mit 220 kV ausgelegt

#### Entwicklung seit 1990
Nach der Deutschen Wiedervereinigung am 3. Oktober 1990 dauerte es noch einige Jahre, bis das west- und ostdeutsche Bahnstromnetz wieder miteinander verbunden wurden. Die „elektrische Wiedervereinigung“ des Einphasenwechselstromnetzes der Deutschen Bundesbahn und der Deutschen Reichsbahn erfolgte rund ein halbes Jahr vor dem Synchronschluss beider deutscher Drehstromnetze. Zuvor entstand zwischen 1992 und 1994 das Kraftwerk Kirchmöser, um größere Mengen elektrische Energie für den Betrieb des damals im Ausbau befindlichen elektrischen Schienennetzes bereitzustellen. Das Kraftwerk wurde mit einer neuen Bahnstromleitung an das Unterwerk des Kraftwerks Muldenstein angeschlossen. Mit Inbetriebnahme des Kraftwerks Kirchmöser wurde die Stromerzeugung in Muldenstein eingestellt.
Mit Inbetriebnahme der Leitung Lehrte–Solpke wurde am 14. März 1995 der Synchronschluss zwischen west- und ostdeutschem Bahnstromnetz wiederhergestellt. Die zweite Ost-West-Verbindung zwischen Bebra und Weimar ging am 29. Februar 1996 in Betrieb. Eine dritte Verbindung entstand in den Jahren 1996 und 2001 zwischen Steinbach a. Wald, Saalfeld und Weimar, deren Trassenverlauf teilweise auf der nach 1945 demontierten Fernleitung von Nürnberg nach Muldenstein basiert.
Zwischen 1995 und 1996 entstand in Schleswig-Holstein die erste Bahnstromfernleitung, nachdem mehrere Bahnstrecken dort elektrifiziert wurden. Zur Querung der Elbe wurden bis 2018 vier der sechs Leiterseile der Elbekreuzung 2 für die Leitung genutzt. Am nördlichen Ende der neuen Verbindung entstand bei Jübek ein Umrichterwerk. Zur Einspeisung des elektrischen Stroms an der nun elektrifizierten Bahnstrecke Berlin–Hamburg entstand in Boizenburg/Elbe das einzige zentrale Bahnstromunterwerk in Mecklenburg-Vorpommern.
Mehrere ICE-Schnellfahrstrecken wurden in den 2000er und 2010er Jahren fertiggestellt und erhielten ebenfalls Anschluss ans Bahnstromnetz. Meist geschah dies über Stichleitungen, für die Schnellfahrstrecke Köln–Rhein/Main und die Neubaustrecke Erfurt–Leipzig/Halle wurden komplette Leitungsverbindungen entlang der Strecke neu errichtet.
Neben Neubauten wurden auch groß angelegte Sanierungsprogramme durchgeführt. Sämtliche aus den 1920er und 1930er Jahren stammende Bahnstromleitungen in Süddeutschland wurden durch Neubauten ersetzt. Zum einen waren die Masten bereits am Ende ihrer Lebensdauer angekommen, zum anderen waren die Leitungen nur für Seile mit einer Betriebstemperatur bis +40 °C ausgelegt. Dort, wo bei Neubauten in selber Trasse Mindestabstände zum Boden nicht eingehalten werden konnten, entstanden komplett neue Trassen, etwa in Germering.:S. 16 Die Verbindung zwischen Holzkirchen nach Rosenheim wurde im Sommer 2004 sogar komplett zurückgebaut.
Das deutsche Netz an Bahnstromleitungen hat (Stand Februar 2016) eine Länge von insgesamt 7754 km.

### DDR

#### Trennung der Netze und Demontagen
Nach Kriegsende wurde im Gebiet der Reichsbahndirektionen Magdeburg, Halle und Erfurt der elektrische Zugbetrieb wieder aufgenommen. Schon im Juli 1945 waren die ersten Strecken wieder betriebsbereit, ehe im März 1946 der Betrieb wieder nahezu vollständig war. Die zwischen zeitweise unterbrochene Bahnstromfernleitung wurde im Oktober 1945 im Abschnitt Großkorbetha–Rothenstein und im November 1945 von Süden her bis Steinbach am Wald wieder in Betrieb genommen. Ein Lückenschluss auf der Strecke kam nicht mehr zustande, da die sowjetische Militäradministration die Demontage sämtlicher Anlagen zur Bahnstromerzeugung erwirkte. Das Bahnkraftwerk Muldenstein wurde zum 6. April 1946 abgeschaltet und die Generatoren entfernt.
Die von Nürnberg kommende Bahnstromleitung, die auf bayerischem Gebiet nach wie vor der Versorgung der Bahnstrecke Nürnberg–Leipzig diente, wurde bis zum Unterwerk Steinbach am Wald weiterhin betrieben, von dort setzte sich nach 1946 bis kurz vor die Zonengrenze ein funktionsloser Leitungsabschnitt fort. Für eine geplante Elektrifizierung der Transitstrecke wurde sie allerdings stehen gelassen. Problematisch erwies sich die Führung südlich von Steinbach am Wald, da diese Leitung zwischen Wörlsdorf und Welitsch auf einigen Kilometern über das Gebiet der sowjetischen Besatzungszone und späteren DDR führte. Nach dem Bau der innerdeutschen Grenzanlagen konnten in diesem Abschnitt seitens der 1949 in Westdeutschland gegründeten Bundesbahn keine Maßnahmen zur Trassenerhaltung mehr durchgeführt werden, weshalb aufgrund der in die Leitungstrasse hineinwachsenden Bäume mehrfach Erdschlüsse auftraten. Im Jahr 1967 wurde dieser Leitungsabschnitt durch eine nur auf bayerischem (westdeutschem) Gebiet verlaufende Leitung ersetzt. Bis zur Erneuerung der Masten in den Jahren 2017 und 2018 konnte man den Wechsel zwischen alter und neuer Trasse anhand der unterschiedlichen Mastbauarten nachvollziehen.
Schon 1947 wurde in einer „Denkschrift über den Bestand und Bedarf an Lokomotiven in der SBZ“ eine Wiederaufnahme des elektrischen Zugbetriebs betrachtet, da aufgrund der schwierigen Verfügbarkeit von Steinkohle aus dem Ruhrgebiet ein Dampfbetrieb schwierig zu bewerkstelligen wäre. In einem Abkommen zwischen der DDR-Regierung und derer der UdSSR wurde ein Bezug elektrischer Schienenfahrzeuge und Ausrüstung für Bahnstrombetrieb im Tausch mit Reisezugwagen vereinbart.

#### Zentrales Bahnstromnetz der DDR

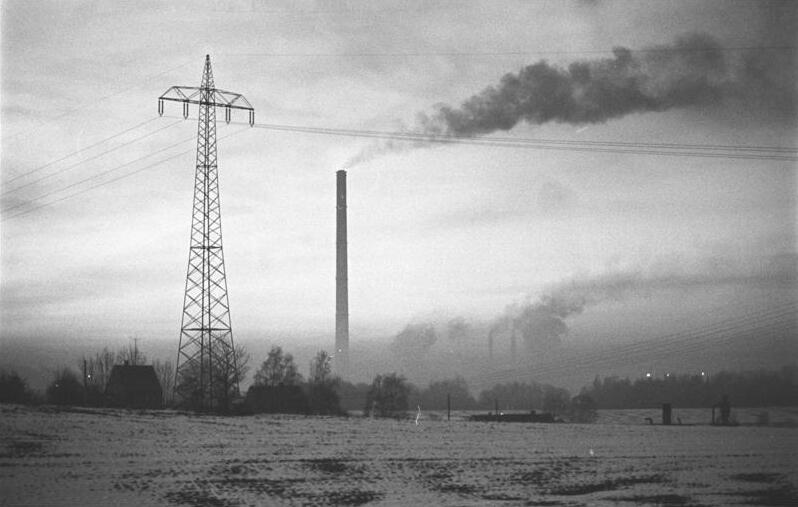
DDR-Bahnstromleitung bei Chemnitz, 1989

Die „Oberste Bauleitung Elektrifizierung“ wurde nach Abschluss des Vertrags zwischen DDR und UdSSR am 7. Mai 1952 wieder gegründet. Priorität hatte nun der Wiederaufbau der vor dem Zweiten Weltkrieg elektrifizierten Strecken zwischen Magdeburg, Halle und Leipzig. Ein erster Plan zur Streckenversorgung sah ein 60- und 110-kV-Netz an Bahnstromleitungen vor, die aus dem Kraftwerk Muldenstein und einem zweiten Kraftwerksstandort im Raum Zwickau versorgt werden sollen. Mitte der 1950er Jahre begann der Wiederaufbau der Streckenelektrifizierung. Die erste neue Bahnstromleitung ging, nun mit 110 kV, im Jahr 1958 entlang der schon vor dem Krieg bestehenden Verbindung vom Kraftwerk Muldenstein zum Unterwerk Leipzig-Wahren in Betrieb. Im Kraftwerk Muldenstein wurden sowohl drei 11-MW-Bahnstrommaschinen als auch zwei 10-MW-Umformer installiert.
In den 1960er Jahren wurde von Muldenstein ausgehend ein Ring an 110-kV-Bahnstromleitungen mit einzelnen Abzweigen errichtet, um die Bahnstrecken im Süden der DDR zu versorgen. Neben der Stromerzeugung eigens für den Bahnbetrieb in Muldenstein wurde über Umformerwerke in Weimar, Karl-Marx-Stadt und Dresden-Niedersedlitz Drehstrom aus dem öffentlichen Netz in Bahnstrom umgewandelt und eingespeist. In den 1970er Jahren, als bei Neuelektrifizierungen bereits auf dezentrale Energieversorgung umgestellt wurde, entstand ein zweiter Leitungsring um Dresden, da in Niedersedlitz ein weiteres Umformerwerk entstand.
Folgende Leitungen wurden während des Bestehens der DDR errichtet:
| Spannung | Verbindung                                               | Baujahr | Bemerkungen |
| -------- | -------------------------------------------------------- | ------- | ----------- |
| 110 kV   | Kraftwerk Muldenstein – Leipzig-Wahren                   | 1958    |             |
| 110 kV   | Leipzig-Wahren – Großkorbetha – Gößnitz                  | 1961    |             |
| 110 kV   | Gößnitz – Werdau                                         |         |             |
| 110 kV   | Gößnitz – Karl-Marx-Stadt                                | 1964    |             |
| 110 kV   | Karl-Marx-Stadt – Dresden-Stetzsch                       | 1966    |             |
| 110 kV   | Großkorbetha – Weimar                                    | 1967    |             |
| 110 kV   | Muldenstein – Riesa                                      | 1969    |             |
| 110 kV   | Riesa – Dresden-Stetzsch                                 | 1970    |             |
| 110 kV   | Dresden-Stetzsch – Dresden-Niedersedlitz – Böhla – Riesa | 1977    |             |

Die im zentralen Bahnstromnetz der Deutschen Reichsbahn in der DDR aufgebauten Leitungen ähnelten optisch denen der Deutschen Bundesbahn, da sie über eine Traverse verfügten und mit zwei jeweils zweipolig ausgeführten Systemen betrieben wurden. Der Mastaufbau glich, mit Ausnahme des Leitungsrings um Dresden, denen der als Standardform eingesetzten 110- und 220-kV-Einebenenmasten des DDR-Drehstromnetzes. Die meisten Leitungen hatten ein Erdseil, einige auch zwei.

#### Umstellung auf dezentrale Bahnstromversorgung
Die DDR als einziges Land des Ostblocks mit 16 2⁄3-Hz-Bahnstromnetz stand Anfang der 1970er Jahre vor dem Problem des weiteren Ausbaus. Der chronische Devisenmangel verhinderte den Bezug weiterer Asynchronumformer aus dem Westen, die eigene Industrie konnte derartige Maschinen nicht selbst bauen, sondern beschränkte sich auf Synchronumformer. Der erste derartige Synchronumformer wurde 1973 in Weimar aufgestellt. Bei der Neuelektrifizierung der Bahnstrecken in der Mitte und im Norden der DDR wurde das bestehende zentrale Bahnstromnetz nicht mehr erweitert, sondern eine dezentrale Versorgung angewendet. Dabei wurden Unterwerke über Synchronumformer aus dem öffentlichen 110-kV-Drehstromnetz versorgt. Durch den Verzicht auf eigene Bahnstromleitungen konnten außerdem die Investitionskosten gesenkt werden, allerdings mussten mehr Umformersätze als eigentlich notwendig vorgehalten werden, um die Netzversorgung auch bei Störungsfällen auf der 50-Hz-Ebene aufrechterhalten zu können. Das zentral und das dezentral gespeiste Netz waren prinzipbedingt nicht frequenzgleich und damit nicht zusammenzuschalten. An den Übergängen mussten nicht durchschaltbare Schutzstrecken eingerichtet werden. An jedem Standort eines Umformerwerkes waren drei bis vier dieser 10-MW-Umformer aufgestellt. Insgesamt 104 Umformer wurden bis 1993 geliefert und installiert. Sie wurden auf siebenachsige Rahmen aufgebaut und waren damit auf eigenen Rädern verfahrbar. Diese Laufgestelle waren zu Anfang mit Blatt- und später mit Schraubenfedern und Schwingungsdämpfern ausgerüstet. Die Schwingungsdämpfer wurden beim Umformerbetrieb abgebaut.

### Österreich
War die erste mit Wechselspannung elektrifizierte Bahnstrecke in Österreich, die Mariazellerbahn, 1911 noch mit 25 Hz Wechselstrom bei 6,5 kV Spannung ausgelegt, wurde 1912 die Frequenz von 16 2⁄3 Hz für die nachfolgenden Strecken übernommen. Die grenzüberschreitende Verbindung Kempten–Innsbruck (Außerfern- und Mittenwaldbahn) wurde in den Jahren 1912 und 1913 als erste Neubaustrecke für elektrischen Betrieb mit dieser Frequenz betrieben. Zur Bereitstellung des elektrischen Stroms entstand südlich von Innsbruck das Ruetzkraftwerk.
Nach dem Ersten Weltkrieg intensivierte die neu gegründete Erste Republik den weiteren Ausbau der Streckenelektrifizierungen. Grund war der Wegfall der schlesischen Kohlegruben für die heimische Wirtschaft und die damit forcierte Ausnutzung alpiner Wasserkräfte. Vorrangig betraf dies daher Bahnen im alpinen Bereich: Arlberg-, Salzkammergut- und Tauernbahn waren die ersten der von den 1923 gegründeten Bundesbahnen Österreich elektrifizierten Strecken. Um den Mehrbezug an elektrischer Energie zu bewerkstelligen, entstanden zahlreiche neue Wasserkraftwerke zur Bahnstromerzeugung: Das Spullerseewerk und das erweiterte Ruetzwerk versorgten die Arlbergbahn, das Mallnitzwerk in Obervellach die Tauernbahn und das Kraftwerk Steeg die Salzkammergutbahn.
Wurde zunächst direkt vom Kraftwerk in die Oberleitung mit 15 kV eingespeist, entstanden in den 1930er Jahren die ersten 110-kV-Leitungen, um Strom aus weiter entfernt gelegenen Kraftwerken über Unterwerke in die Oberleitung einzuspeisen. Für die Kraftwerksgruppe Stubachtal entstand eine solche Leitung, die zum Unterwerk in Schwarzach-St. Veit führte. Im Austrofaschismus wurde die Elektrifizierung der Westbahn vorangetrieben. Im Oktober 1938, nach dem Einmarsch der Wehrmacht und dem Anschluss Österreichs an das nationalsozialistische Deutsche Reich, war der Abschnitt bis Steindorf vollendet, bis 1941 folge unter nationalsozialistischer Regie die Weiterführung nach Attnang-Puchheim.
Die ab den 1930er Jahren in Österreich gebauten Bahnstromleitungen unterschieden sich in ihrer Ausführung von denen in Deutschland. Sie waren durchweg mit zwei Traversen ausgestattet und waren auf Betonmasten mit achteckigen Aussparungen verlegt. Nach der ausführenden Baufirma A. Porr wurde diese Ausführung als System Porr bezeichnet. Ausführend beim Bau waren die im Leitungsbau bekannten Unternehmen Siemens-Schuckertwerke und Brown, Boveri & Cie. Vor 1938 wurden die Leitungen Stubachwerke – Schwarzach-St. Veit und Schwarzach-St. Veit – Steindorf nach diesem Prinzip errichtet. Mit Übernahme der Bundesbahnen Österreich durch die Deutsche Reichsbahn kam es zu einer Verbindung der österreichischen 110-kV-Bahnstromfernleitung mit dem oberbayerischen Bahnstromnetz über die Leitung Traunstein – Steindorf. Die Bestandsleitung wurde fortan als „110-kV-Bahnstromfernleitung der Deutschen Reichsbahn in der Ostmark“ geführt. Eine zweite Verbindung entstand 1941 zwischen dem Walchenseekraftwerk und Zirl.:S. 14 Über das Ruetzwerk wurde schließlich auch die Brennerbahn mit Strom versorgt. Die nach 1939 in Österreich errichteten Leitungen wurden auf Masten nach dem in Deutschland angewendeten Standard errichtet.
Die österreichischen Porr-Betonmasten wurden größtenteils Mitte/Ende der 1990er Jahre aufgrund ihres schlechten Zustandes durch konventionelle Stahlfachwerkmasten ersetzt.

### Schweiz
Ende des 19. Jahrhunderts begann auch in der Schweiz die Elektrifizierung des Schienenverkehrs. Zunächst beschränkte er sich auf einige Schmalspurstrecken, ehe 1905 die Maschinenfabrik Oerlikon auf der Bahnstrecke Seebach–Wettingen ein Versuchsbetrieb mit 50-Hz-Einphasenwechselstrom und 15 kV Spannung einrichtete. Aufgrund technischer Schwierigkeiten verringerte man die Frequenz auf 15 Hz. Im grenzüberschreitenden Bahnverkehr mit Italien wurde 1906 im damals fertiggestellten Simplontunnel ein Drehstrombetrieb mit 16 2⁄3 Hz eingeführt. Diese Frequenz wurde nach dem Beitritt der Schweiz zum Übereinkommen über ein gemeinsames Bahnstromsystem 1912 für alle neu zu elektrifizierenden Strecken einheitlich festgelegt, so auch für die 1913 eröffnete Lötschbergbahn.
1916 beschloss der Bundesrat die Elektrifizierung der Gotthardbahn als wichtigste Schweizer Nord-Süd-Verbindung. Ziel war die Reduzierung der Abhängigkeit von Kohleimporten aus den Nachbarländern, die seit 1914 am Ersten Weltkrieg beteiligt waren. In der Folge bauten die SBB mehrere Wasserkraftwerke entlang der Bahnstrecke im alpinen Gebiet. 1920 ging das Kraftwerk Ritom in Betrieb, 1922 das Kraftwerk Amsteg. Entlang der Bahnlinie wurden zur Übertragung des elektrischen Stroms aus den Kraftwerken Einphasen-Wechselstromleitungen mit 66 kV Spannung verlegt, auf Tessiner Seite wurden 60 kV Spannung eingesetzt. In Steinen, Amsteg, Göschenen, Ritom, Giornico, Giubiasco und Melide entstanden Unterwerke zur Einspeisung in die Fahrleitung. Am 28. Mai 1922 wurde der elektrische Bahnbetrieb auf der gesamten Strecke zwischen Luzern und Chiasso aufgenommen.
Bis Ende der 1920er Jahre wurde nahezu die Hälfte des Schweizer Eisenbahnnetzes elektrifiziert, die SBB sprachen vom Programm der „beschleunigten Elektrifizierung“. Schwerpunkt waren neben der Gotthardstrecke die Agglomerationen Zürich, Luzern, Bern sowie die Simplonstrecke, deren letzter Abschnitt ab Sion mit Drehstrom und erst ab 1930 mit Einphasenwechselstrom und 16 2⁄3 Hz Frequenz betrieben wurde. Hierfür entstanden entlang weiterer Bahnstrecken 66-kV-Übertragungsleitungen. Da das seit 1923 in Bau befindliche Kraftwerk Vernayaz im Wallis mehr Energie erzeugte, als die Simplonstrecke benötigte, und die Kraftwerke im Raum Zürich sowie an der Gotthardstrecke den Bedarf kaum noch decken konnten, erschien eine Kopplung beider Netze als sinnvoll. Im Rahmen des SBB-Programms entstand ab 1925 die Verbindung beider Kraftwerksgruppen durch eine 132-kV-Leitung, die als erste Bahnstromleitung der Schweiz zum einen mit dieser Spannung betrieben wurde, zum anderen nicht entlang einer Eisenbahnlinie, sondern analog einer Drehstromleitung des öffentlichen Netzes „über Land“ verlief und entsprechend dimensioniert wurde: Die Mittellandleitung vom Unterwerk Rupperswil über Kerzers und Puidoux zum Unterwerk Vernayaz. Die Spannung dieser Leitung entsprach dem Doppelten der bisher eingesetzten Leitungen.
Das Unterwerk Rupperswil sollte in späteren Ausbaustufen als zentrales Lastverteilerwerk für das Schweizer Bahnstromnetz konzipiert werden. Neben der Mittellandleitung entstand eine zweite Bahnstromfernleitung nach Rotkreuz, die später bis Amsteg verlängert werden sollte. Tatsächlich befand sich von 1969 bis 1995 am dortigen Standort die zentrale Netzleitstelle für das Schweizer Bahnstromnetz, ehe sie nach Zollikofen verlegt wurde.
In der Zeit des Zweiten Weltkriegs und danach folgte erneut eine große Elektrifizierungswelle, sodass 1960 das gesamte Schweizer Bahnnetz elektrisch betrieben wurde. Zwar wurde das Bahnstromnetz schon in seiner Anfangsphase für einen flächendeckenden elektrischen Betrieb konzipiert, jedoch machte der gestiegene Energiebedarf aufgrund leistungsstärkerer Triebfahrzeuge und engerem Takt einen stetigen Ausbau der Bahnenergieversorgung nötig. 1957 wurde das Schweizer Netz mit dem 110-kV-Bahnstromnetz der Deutschen Bundesbahn über Bahnstromleitung Muttenz–Haltingen verknüpft. Hierfür wird im Unterwerk Haltingen die Spannung transformiert – zuerst von 66 kV auf 110 kV, seit Ende 1983 zwischen 132 kV und 110 kV. Eine zweite Verbindung wurde später zwischen Etzwilen und Singen eingerichtet.
Seit den 1970er Jahren wurden zahlreiche neue Leitungen für 132 kV Spannung errichtet, Frequenzumformer zur Kopplung mit dem öffentlichen Drehstromnetz und auch neue Kraftwerke errichtet. Viele der Leitungen verlaufen gebündelt mit 50-Hz-Drehstromleitungen auf einem gemeinsamen Gestänge, häufig auf den für die Schweiz typischen Betonmasten. Die meisten Bahnstromleitungen werden seit den 2000er Jahren mit 132 kV Spannung betrieben, 66-kV-Leitungen existieren zur Versorgung von Bahnstrecken im Jura und in Graubünden zur Versorgung der Rhätischen Bahn. Die in der Westschweiz zeitweise verbreitete Spannung von 33 kV wird nicht mehr angewendet. Betreiber des Schweizer Bahnstromnetzes ist die SBB Abteilung Infrastruktur, Geschäftseinheit Energie.
Am 22. Juni 2005 kam es zu einem dreistündigen Ausfall des gesamten Schweizer elektrischen Bahnverkehrs, der durch die planmäßige Abschaltung der beiden Stromkreise auf der Leitung Steinen–Amsteg und gleichzeitigen falschen Einschätzung der Reservekapazität auf der dritten verbliebenen Leitung Amsteg–Rotkreuz verursacht wurde. Die Verbindung zwischen südlichem und restlichem Schweizer Bahnstromnetz war durch das Auslösen der Schutzgeräte komplett unterbrochen. Die fehlende Leistung im verbliebenen Netz konnte zu diesem Zeitpunkt weder durch die eigenen Kraftwerke, noch durch die Bereitstellung von Leistung aus dem 110-kV-Netz der Deutschen Bahn bereitgestellt werden, wodurch sich die Kraftwerke wegen Überlastung abschalteten.

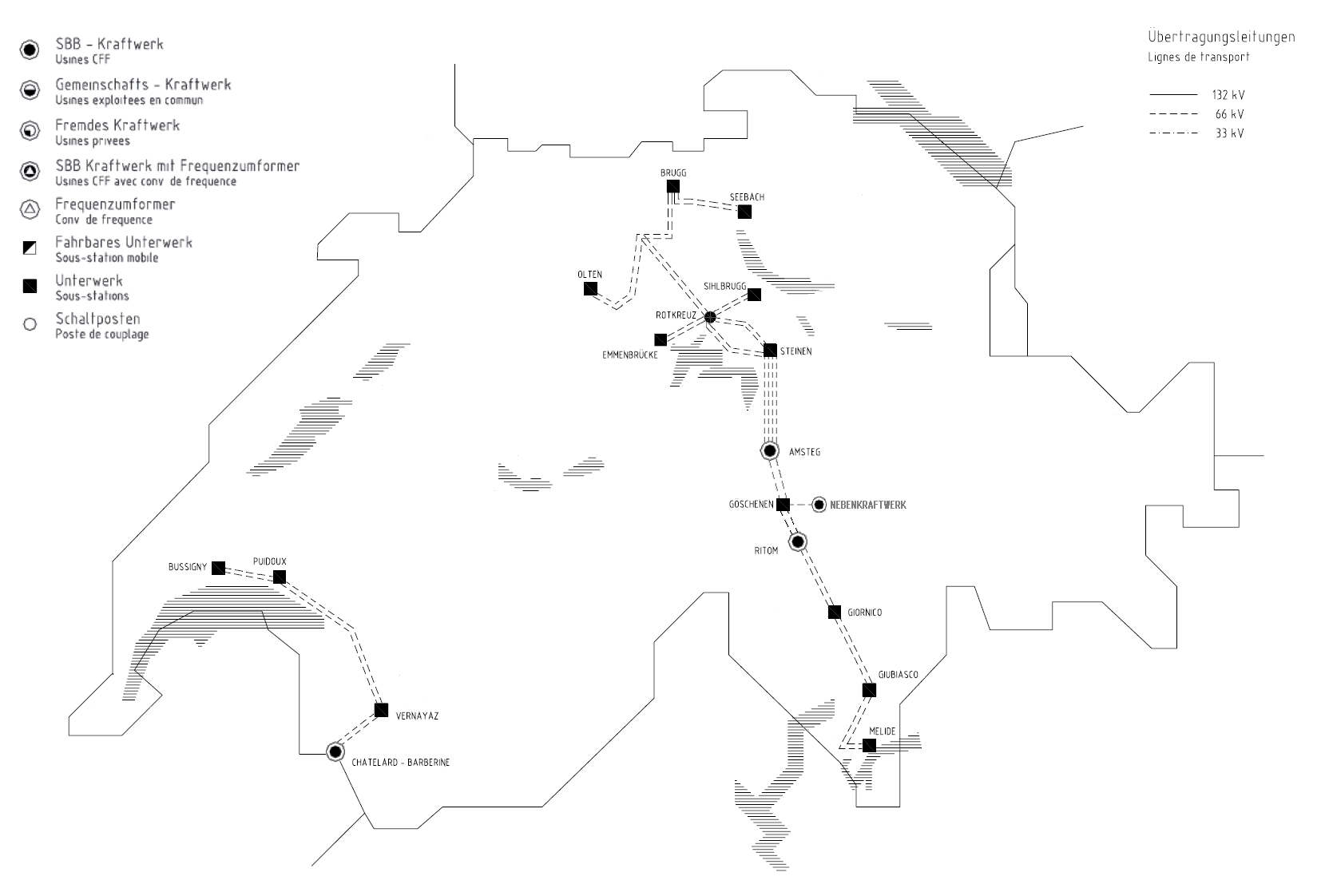
Bahnstromleitungen der Schweiz, Stand 1925: Die Kraftwerke im Gotthardgebiet und im Wallis waren noch nicht miteinander verbunden
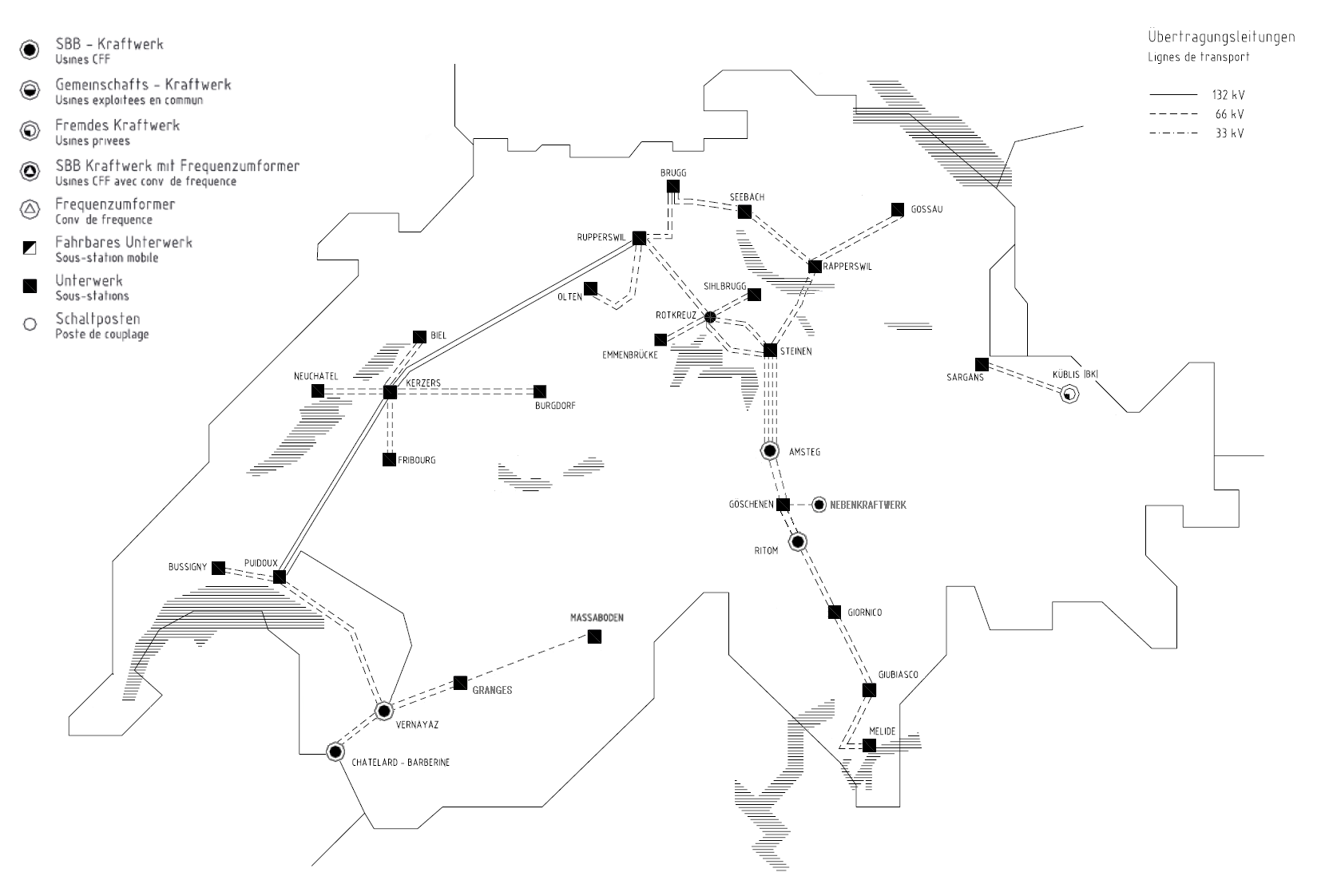
1927: Verbindung der beiden Netzgebiete durch die 132-kV-Leitung Vernayaz–Puidoux–Kerzers–Rupperswil
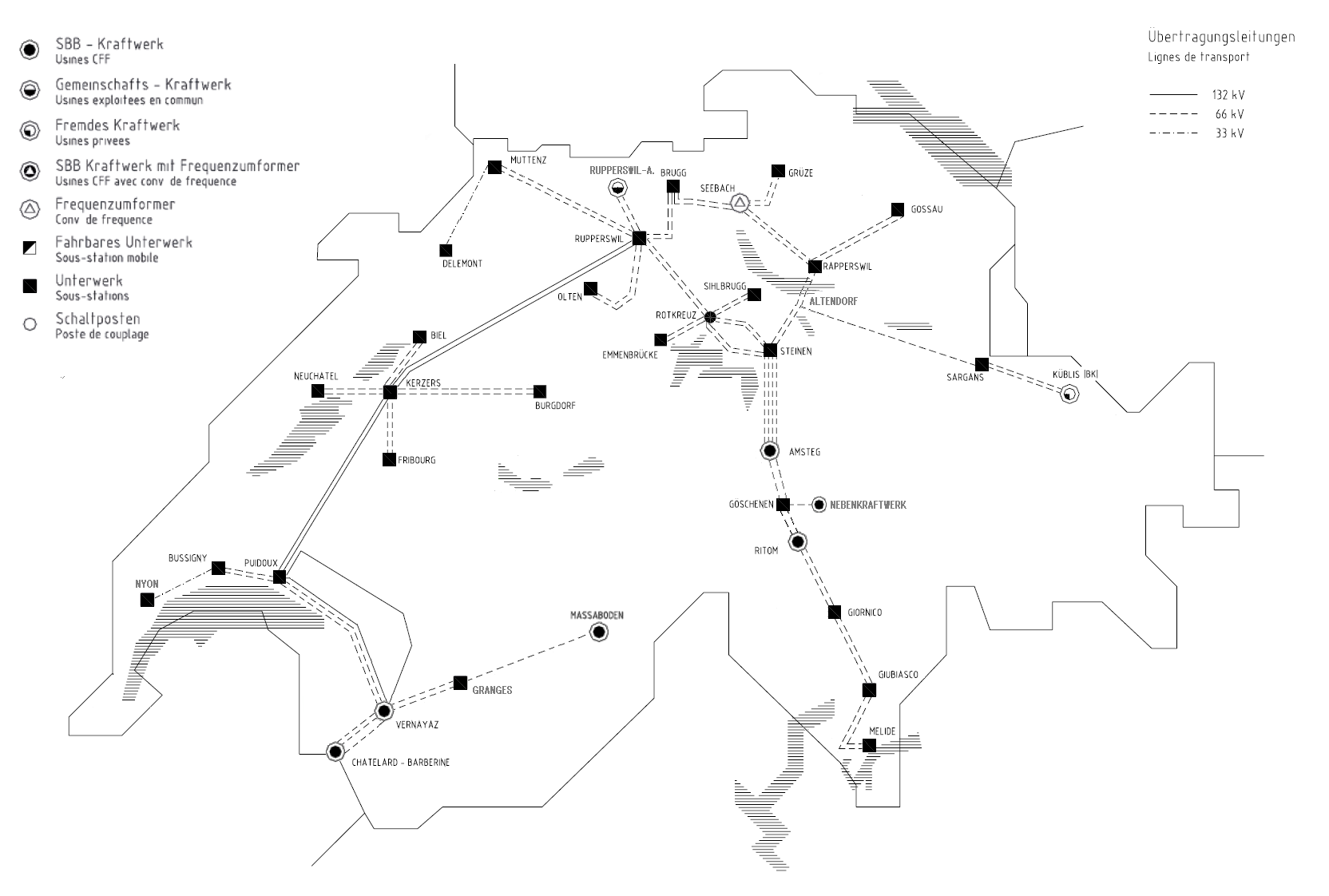
1933: Fertigstellung weiterer 66- und 33-kV-Leitungen, die der Energieversorgung in Randgebieten des Netzes dienen
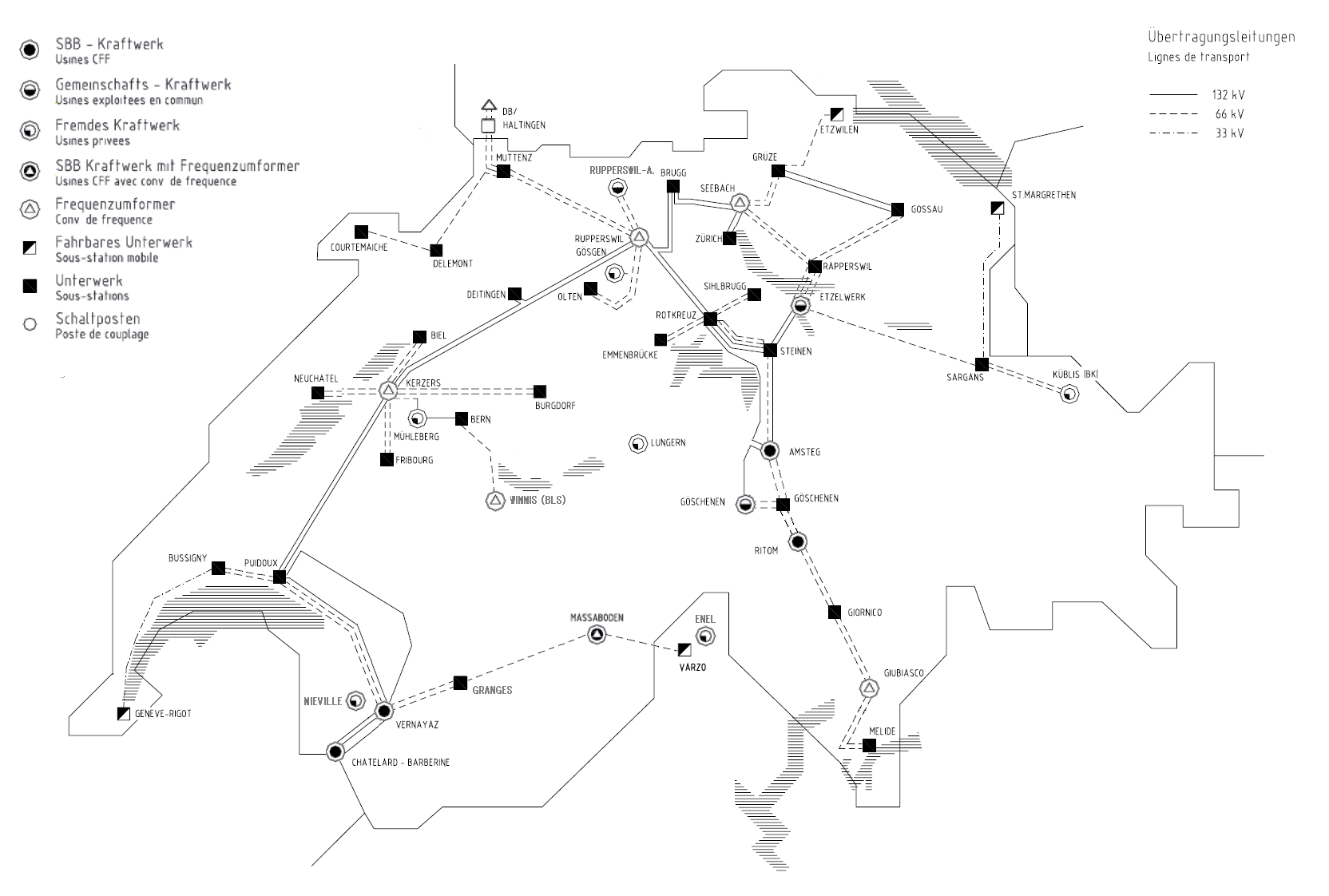
1974: Über Frequenzumformer besteht an mehreren Standorten eine Verbindung mit dem öffentlichen 50-Hz-Drehstromnetz
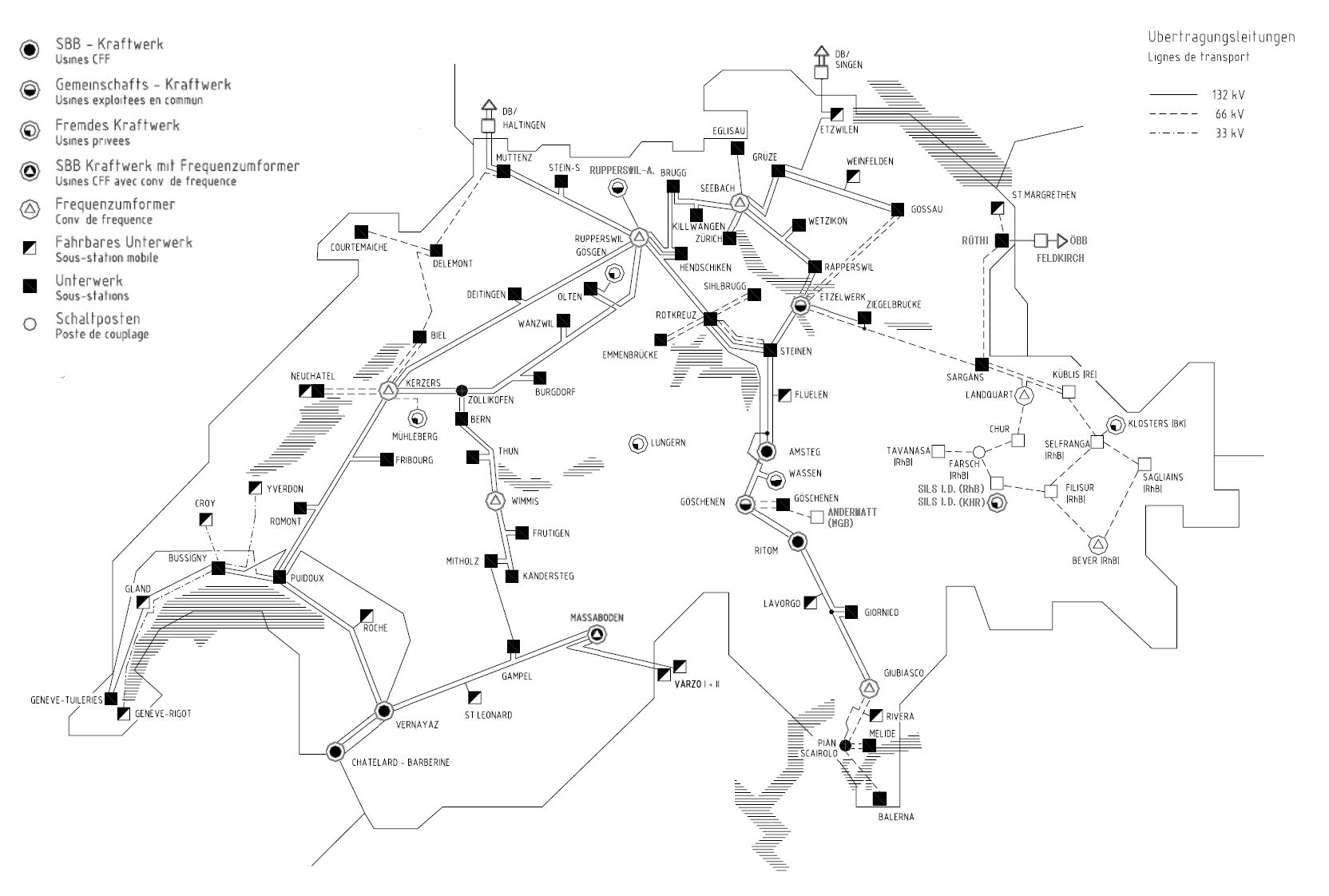
2007: Stellenweise sind Maschenschlüsse hergestellt, allerdings wird z. B. die Gotthardstrecke und das Bahnnetz im Tessin nur von einer einzigen Leitung gespeist
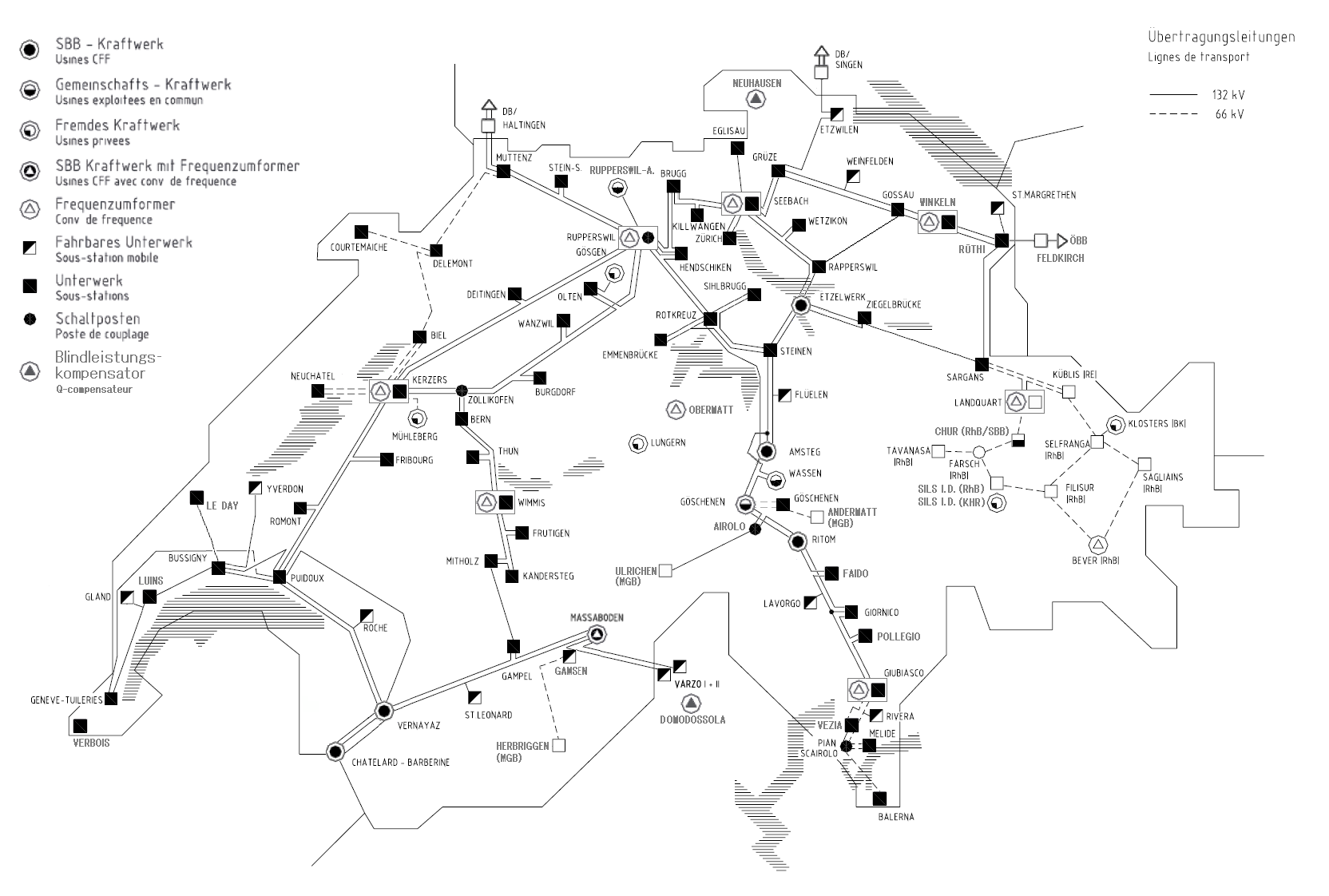
2018: Umstellung weiterer Leitungen auf 132 kV, Netzkupplung mit dem Bahnstromnetz der ÖBB und Maschenschlüsse in der Nordostschweiz

### Besondere Leitungen
- Die 1921 im damaligen Schlesien gebaute 80-kV-Leitung war die erste Hochspannungsleitung im Bahnnetz, sie wurde nach 1945 auf 110-kV-Dreiphasendrehstrom umgerüstet und wird heute für das polnische Landesnetz verwendet.
- Die 1957 gebaute Bahnstromleitung Flörsheim–Bingen wurde auf rheinland-pfälzischem Gebiet auf Masten mit dreieckiger Grundfläche geführt. Die Masten bestanden aus Stahlrohrholmen, die durch kreuzweise verspannte Stahlseile versteift wurden. Von 2016 bis 2018 wurden im Abschnitt östlich des Unterwegs Bingen fast alle dieser Masten durch übliche Gittermasten mit quadratischer Grundfläche ersetzt.
- Die 1977 fertiggestellte Bahnstromleitung Neckarwestheim–Zazenhausen ist eine der wenigen Bahnstromleitungen in Deutschland mit Viererbündeln. Eine weitere führt vom Schaltwerk Neckarwestheim zum Kernkraftwerk Neckarwestheim. Auch die Rückstromleitung von der ICE-Trasse zum Unterwerk Kreiensen ist als Viererbündel ausgeführt, allerdings ist sie nicht Bestandteil einer Bahnstromleitung, sondern einer Oberleitungsspeisung.[45][46]
- Die Bahnstromleitung der Schnellfahrstrecke Hannover–Würzburg (Rethen–Gemünden) besitzt im Stadtgebiet von Fulda 30 aufeinander folgende Abspannmasten. Der nördlichste ist Mast 9124, der südlichste Mast 9095. Einer davon, Mast 9108, steht in einem Lagerschuppen am Fuldaer Bahnhof und durchstößt dessen Dach. Der Mast 9127 in derselben Leitung ist ein Hybridmast mit einer darunterliegenden, 90 Grad kreuzenden 110-kV-Drehstromleitung.
- Die in den 1990er Jahren fertiggestellte Bahnstromleitung Nenndorf–Neumünster–Jübek nutzt seit 2018 vier Leiterseile der Elbekreuzung 1, womit diese Kreuzungsmasten die höchsten von der Deutschen Bahn genutzten Freileitungsmasten darstellen. Die höchsten reinen Bahnstrommasten gehören zur westlichen der Weser-Freileitungskreuzungen Bremen-Industriehafen und dienen einer vierkreisigen Bahnstromleitung zur Überquerung der Weser.
- Die 2002 fertiggestellte Bahnstromleitung Köln–Sindorf ist im Bereich der Kölner Südbrücke an Auslegern zu beiden Seiten der Brücke aufgehängt.
- Die Bahnstromleitung Duisburg–Kirchhellen führt unter einer Straßenbrücke der L 155 (Sterkrader Straße) hindurch und verwendet Masten mit zwei übereinanderliegenden Halbtraversen, um die Trassenbreite möglichst gering zu halten.
- Die Bahnstromleitungen Leer–Emden, Nannhofen–Geltendorf, Markt Schwaben–Grafing, Schönarts–Waigolshausen, Abzweig Bad Reichenhall und bis zu ihrem Abbau 2004 auch Holzkirchen–Rosenheim sind einkreisig ausgeführt.
- In Hünfeld gibt es eine einkreisige Bahnstromleitung, die ursprünglich zu einem fahrbaren Unterwerk führte. Da das Unterwerk nicht mehr existiert, endet die Leitung heute blind. Mit Erneuerung der Isolatoren an der Bahnstromleitung Flieden–Bebra im Jahr 2014 wurde sie auch vom Bahnstromnetz getrennt. Trotzdem stehen die 5 großen Beton- und der eine Stahlmast noch. Auch das Gleis für das fahrbare Unterwerk gibt es noch.
- Die Bahnstromleitung von Leer nach Emden ist als einzige in Deutschland fast ausschließlich an Oberleitungsmasten befestigt und folgt der Emslandstrecke. Lediglich im Bereich der im Bau befindlichen Ortsumgehung Emden-Friesland wurde inzwischen ein kurzer Abschnitt auf vier separate Masten verlegt, um eine größere Höhe über der in Dammlage verlaufenden Straße zu erreichen. Anders als die meisten Bahnstromleitungen in Deutschland ist die Leitung zwischen Leer und Emden einkreisig ausgeführt.
- An der S-Bahn-Strecke Nürnberg–Hartmannshof (S1) ist eine zweikreisige Bahnstromleitung bis hinter den Haltepunkt Ottensoos bei km 22,2 durchgehend an Fahrleitungsmasten verlegt. Sie verläuft vom Unterwerk Nürnberg nach Neumarkt in der Oberpfalz und wurde 1987 fertiggestellt. Dabei ist sie auch im Nürnberger Hauptbahnhof an den Fahrleitungsmasten verlegt und reicht bis hinter Nürnberg-Schweinau. Auch die Bahnstromleitung vom Unterwerk Markt Bibart zum Unterwerk Emskirchen (Strecke Würzburg–Nürnberg) ist durchgehend an Betonmasten verlegt und läuft parallel zur Strecke. Im Unterschied zur Leitung Emden–Leer sind diese Leitungen jedoch nicht an Oberleitungsmasten, sondern auf eigenen Betonmasten installiert.
- In Österreich ist entlang der Drautalbahn von Spittal Millstätter See bis kurz vor Lienz die Bahnstromleitung an Fahrleitungsmasten verlegt. Die Leitung ist einkreisig ausgeführt.

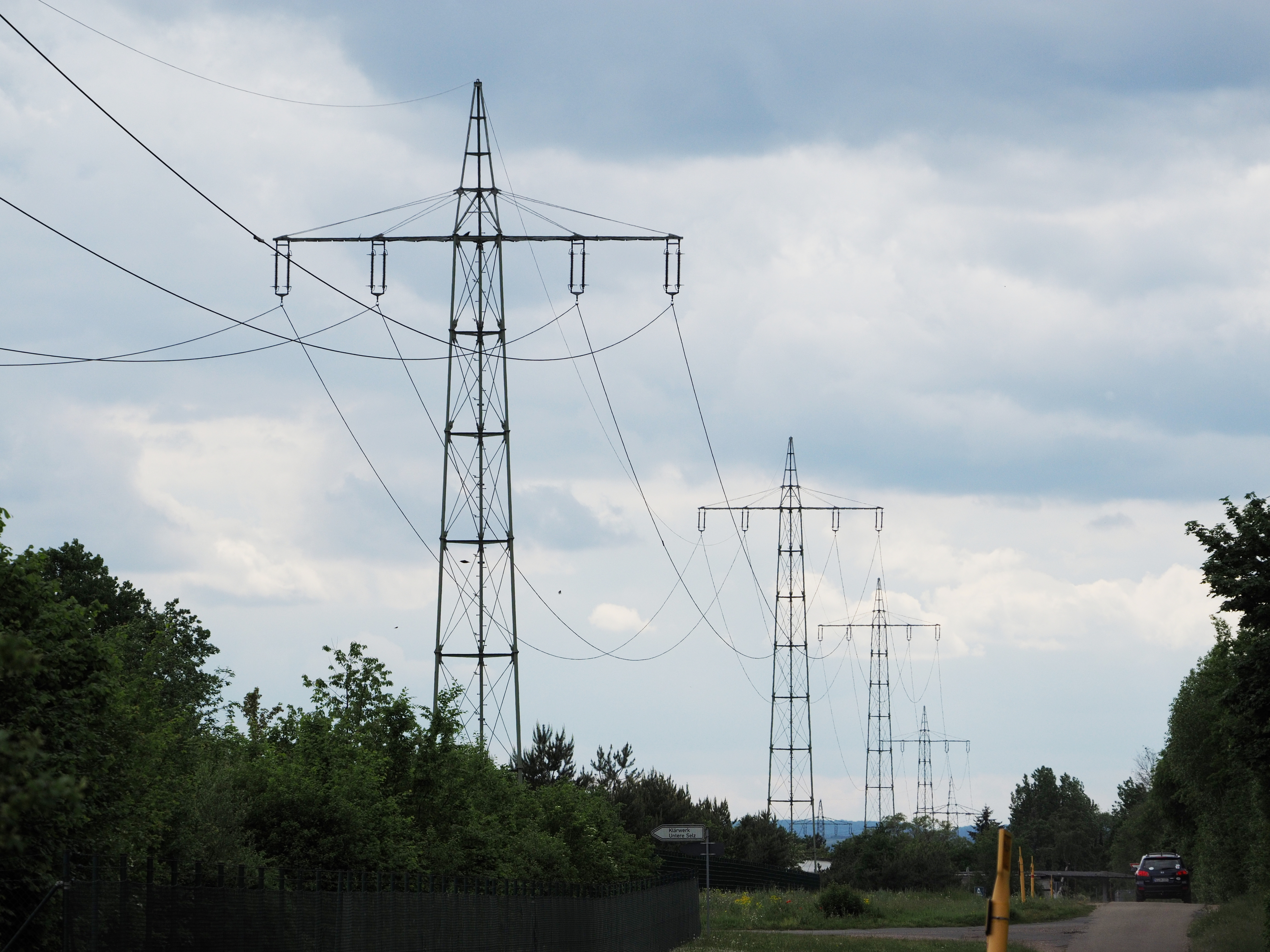
Bahnstromleitung Flörsheim–Bingen mit dreieckigem Mastfuß. Aufnahme von 2016, bis 2018 wurde hier auf normale Gittermasten umgebaut.
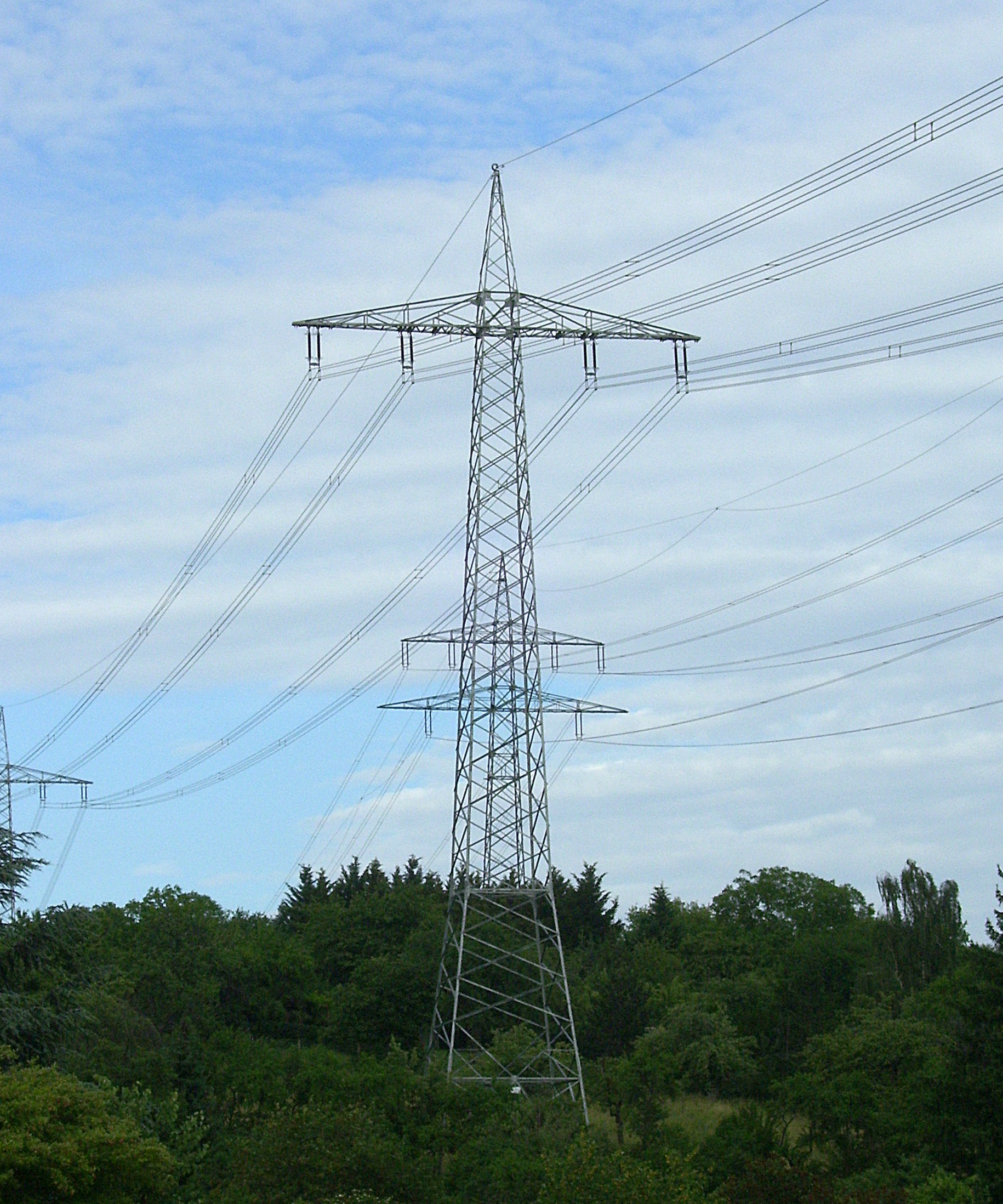
Bahnstromleitung Neckarwestheim–Zazenhausen mit Viererbündeln
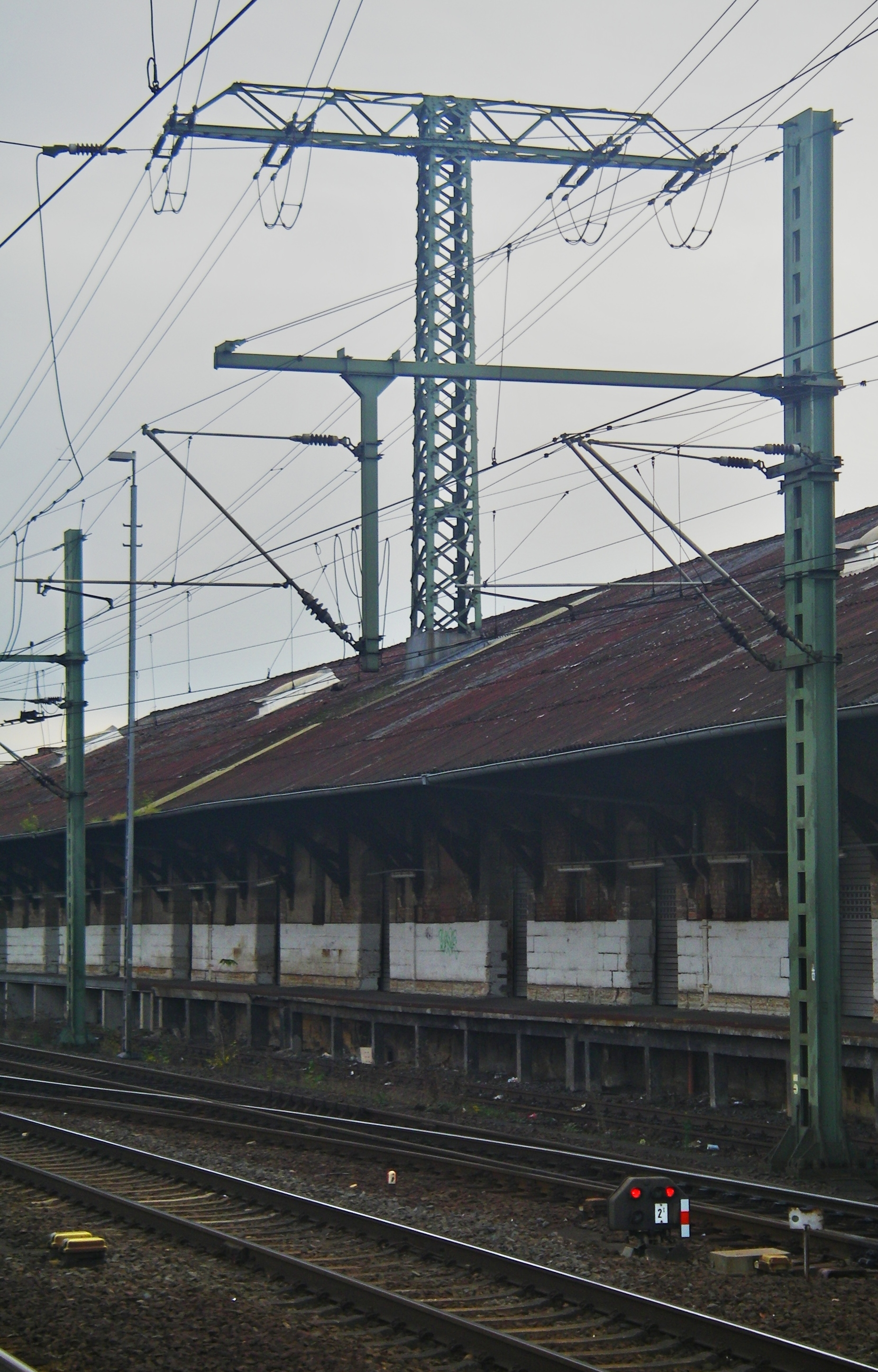
Mast der Bahnstromleitung Rethen–Gemünden in einem Schuppen am Güterbahnhof Fulda.
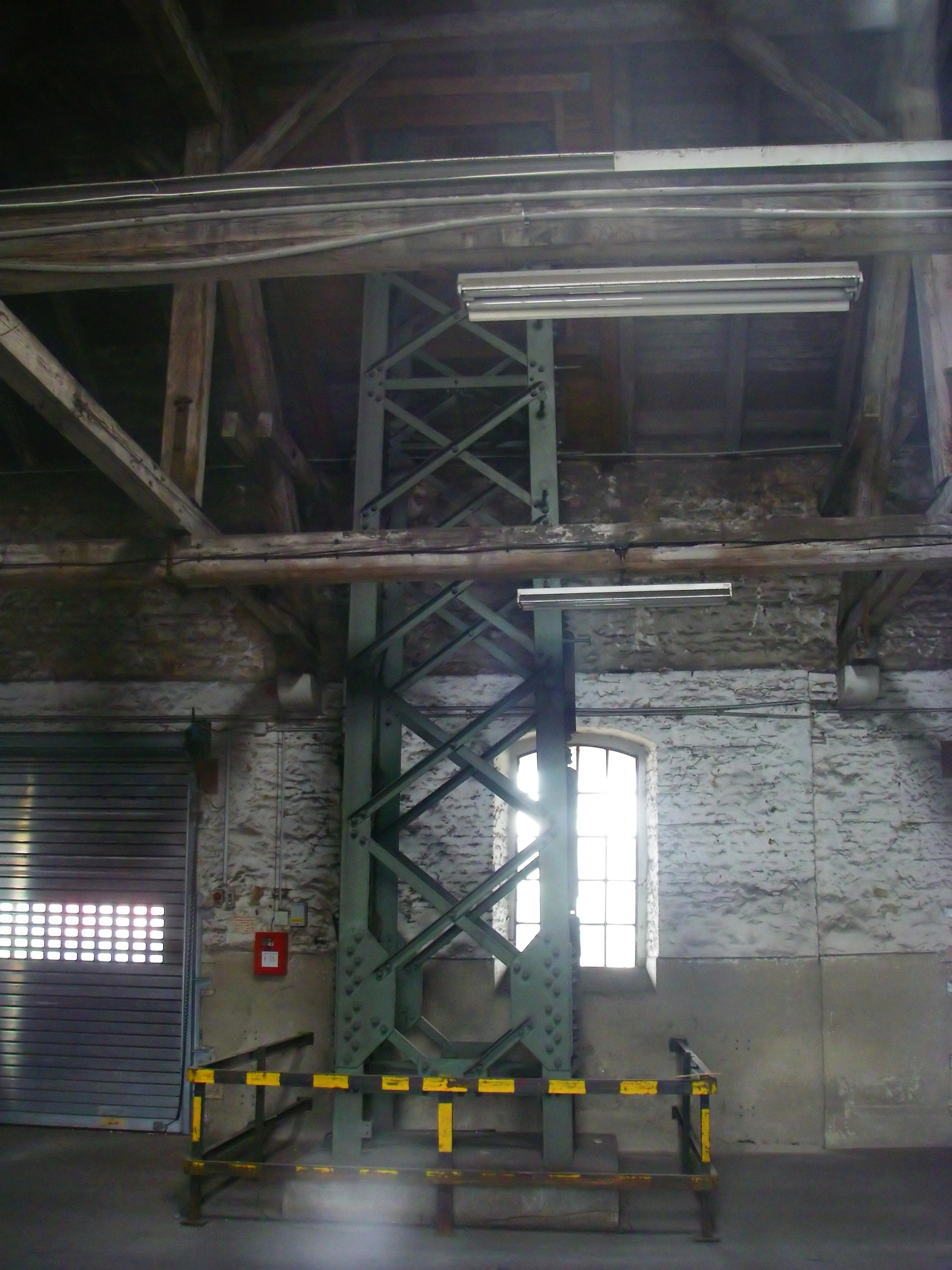
Das Fundament des Mastes im Schuppen.
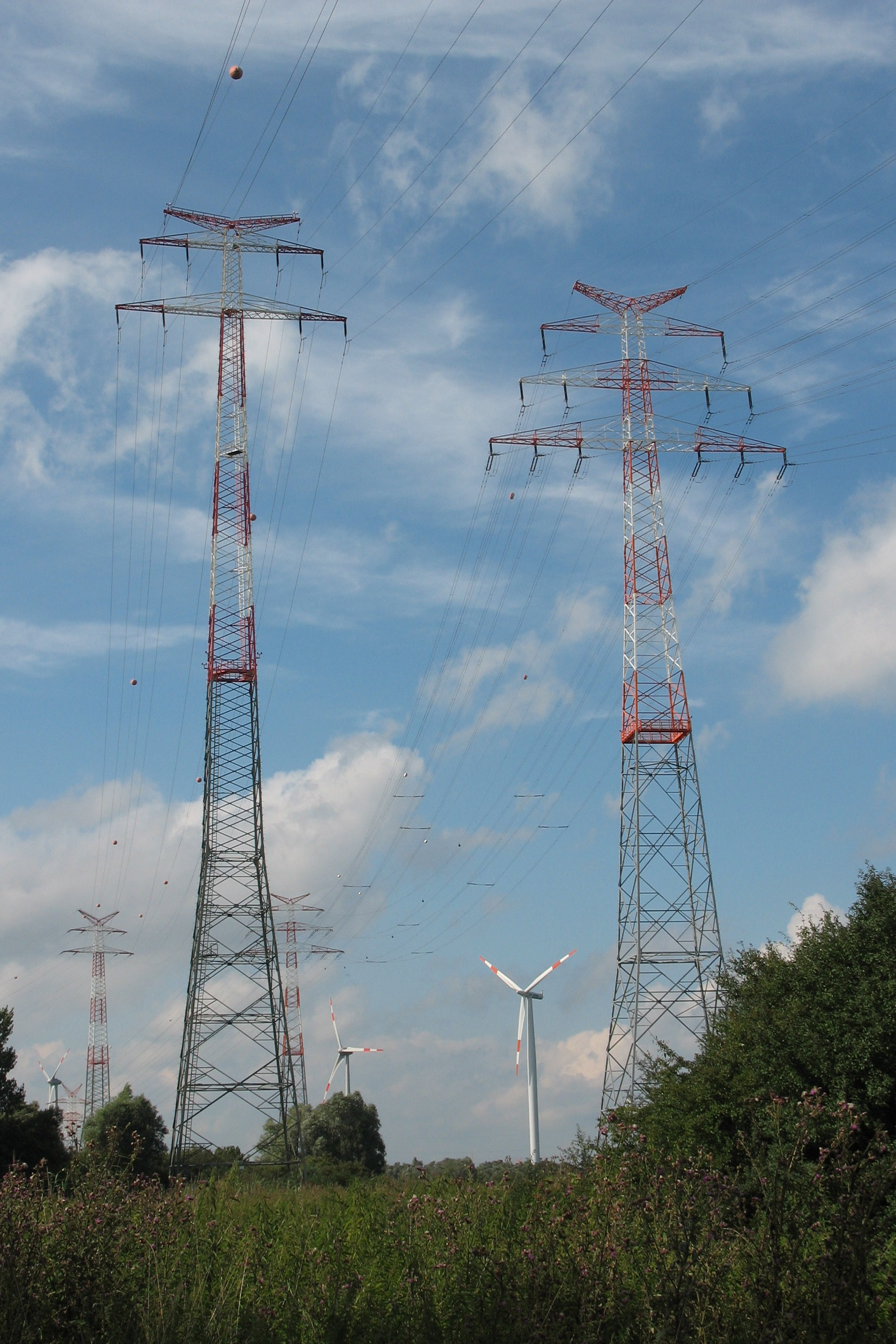
Bahnstrom-Freileitungskreuzung über die Weser in Bremen (links).
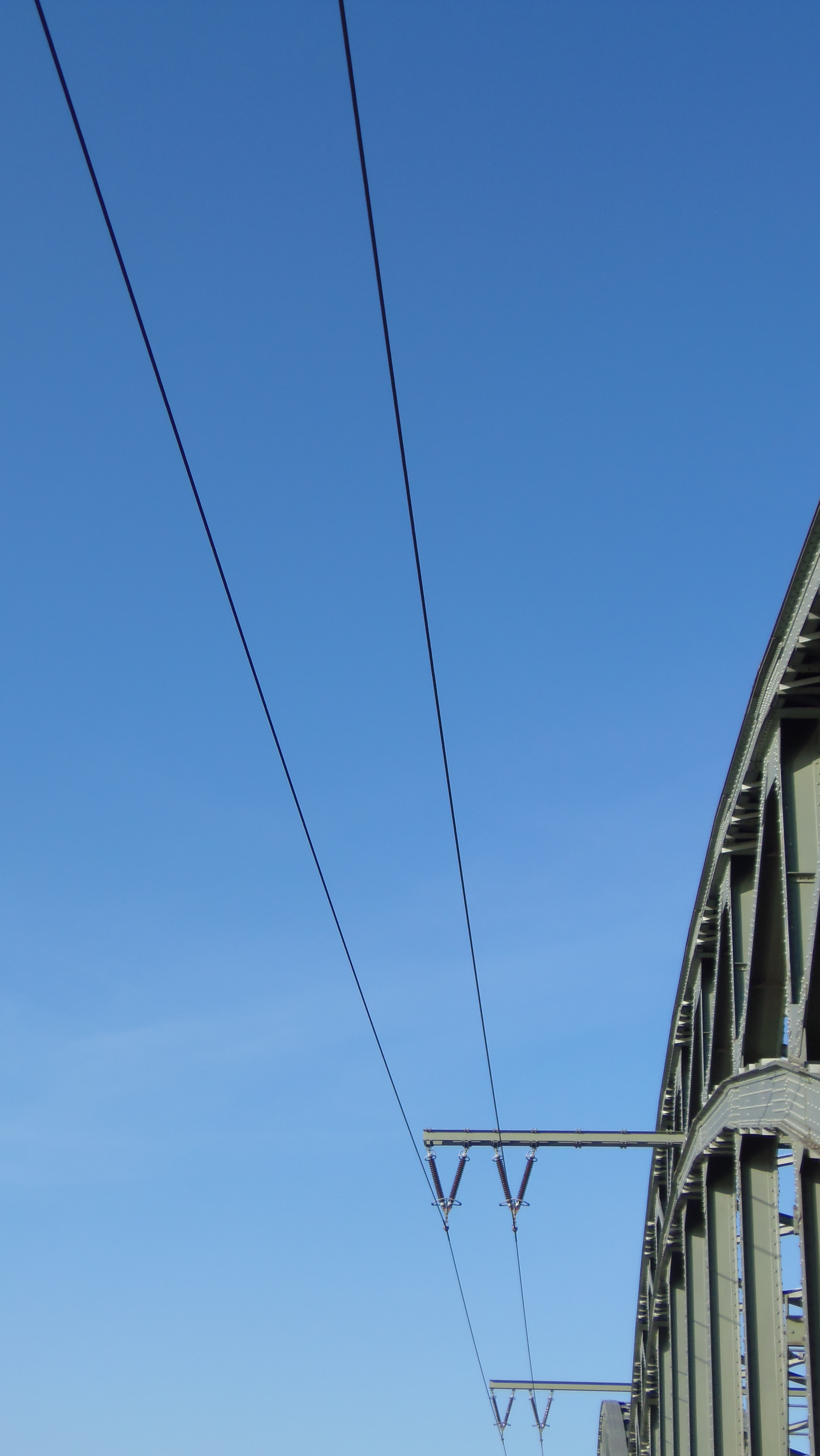
Bahnstromleitung Köln–Sindorf an Auslegern der Kölner Südbrücke
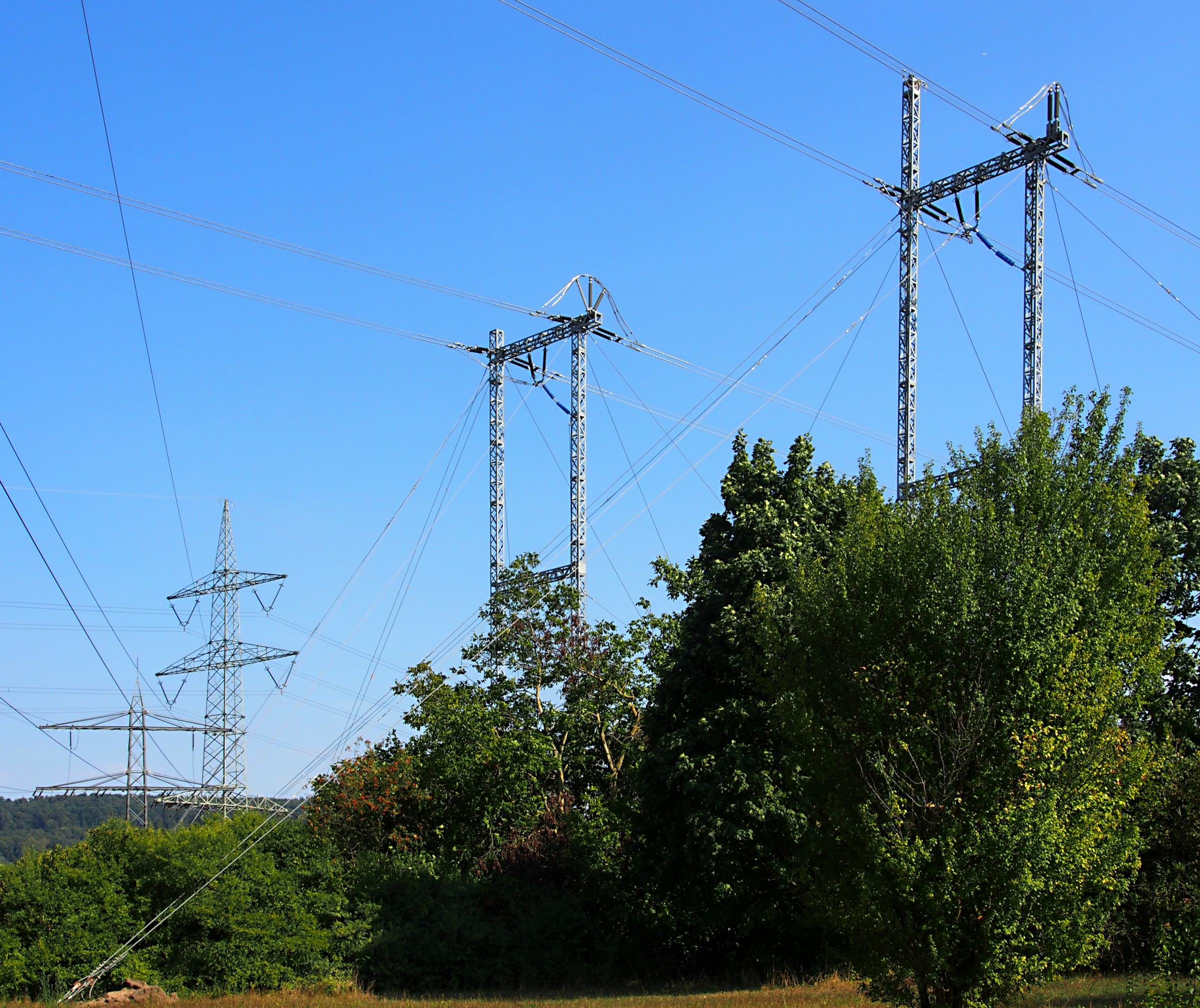
Abgespannte provisorische Masten
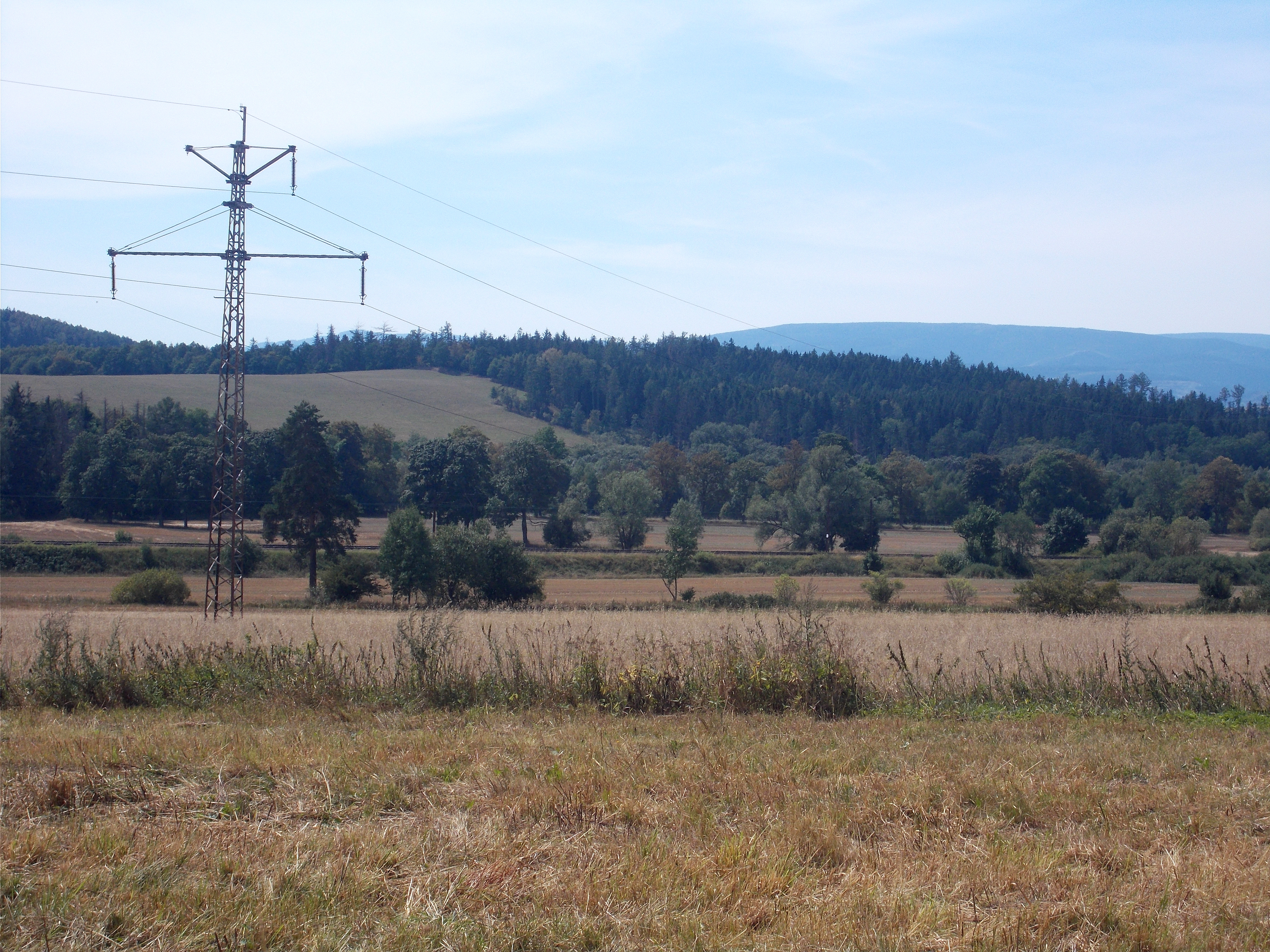
Originalmast der ehemaligen Bahnstrom-Trasse von 1921 in Niederschlesien, das vierte Leiterseil wurde entfernt.

## Andere Leitungen zur Bahnstromversorgung
Auch die mit Einphasenwechselstrom mit einer Frequenz von 25 Hertz betriebene Mariazeller Bahn verfügt über eigene Bahnstromleitungen mit einer Betriebsspannung von 27 kV. Diese Leitungen sind an den Oberleitungsmasten oberhalb der Oberleitung angebracht.
In den Gebieten um New York gibt es einige Bahnen, die ebenfalls mit Einphasenwechselstrom mit einer Frequenz von 25 Hertz versorgt werden. Diese Bahnen verfügen ebenfalls über Bahnstromleitungen, welche meistens an den Oberleitungsmasten befestigt sind.
In Italien wurden bis 1977 zahlreiche Strecken mit Drehstrom von 16,667 Hertz betrieben. Auch diese Strecken wurden über eigene Bahnstromleitungen, die mit 60 kV betrieben wurden, gespeist. Da diese Leitungen wie Drehstromleitungen des öffentlichen Netzes ausgeführt waren, waren sie weit weniger markant als die Bahnstromleitungen der deutschsprachigen Länder.
Auch bei manchen Bahnen für 50-Hertz-Betrieb gibt es Bahnstromleitungen, zum Beispiel existieren für die Energieversorgung von einigen TGV-Strecken einphasige Hochspannungsleitungen.